# 花江夏樹
花江 夏樹（はなえ なつき、1991年6月26日 - ）は、日本の男性声優、歌手、YouTuber。神奈川県藤沢市出身。アクロスエンタテインメント所属。既婚。

## 来歴
高校在学時、大学には進学せず就職しようと考えていた。中でも趣味の歌を仕事にできないかと考えていたところ、当時再放送されていた『桜蘭高校ホスト部』を見たことをきっかけに声優を志す。声優養成所には通わず、山寺宏一に憧れてアクロス エンタテインメント公式サイトのメールフォームから声優になりたい旨の文章とボイスサンプルを送った。3か月間ワークショップを受け、オーディションを経て2009年11月に預かり所属となる。
2011年、『ゴールデン☆キッズ』俊太役で声優デビュー。
下積みをしながら2年間の預かり期間を経て、2012年に正所属となる。2012年に『TARI TARI』のウィーン役でテレビアニメ初レギュラー出演を果たし、同アニメの第5話と第12話では作曲も手掛けた。同時期には1年後の放送となる『凪のあすから』の先島光役で初めてオーディションで主役に決まる。放映順としては初主演は2013年TVアニメ『断裁分離のクライムエッジ』の灰村切役であり、紹介文などでもこちらが初主演作として表記される。
2014年には『アルドノア・ゼロ』の界塚伊奈帆役、『東京喰種トーキョーグール』の金木研役、『四月は君の嘘』の有馬公生役などが当たり役となりブレイク。同年度の第9回声優アワードにて新人男優賞を受賞。
2015年4月、『おはスタ』木曜レギュラーとして出演。2016年4月から卒業した山寺の後を受け継いだ上で、小野友樹と共に曜日ごとでMCを、2017年10月から単独でMCを務める。
2016年8月27日、『A&G TRIBAL RADIO エジソン』番組内にて結婚を報告した。
2016年9月7日、テレビアニメ『斉木楠雄のΨ難』オープニングテーマ「青春は残酷じゃない」でZERO-A / 日本コロムビアよりアーティストデビューし、初のシングルを発売。
2017年、第11回声優アワードでパーソナリティ賞を受賞。
2019年10月、ニュータイプアニメアワード2018 - 2019において男性声優賞を受賞し、『鬼滅の刃』で花江が演じた竈門炭治郎も男性キャラクター賞を受賞している。また、同年度の第14回声優アワードでは初の主演男優賞を受賞した。
2020年9月20日、双子の女児が誕生したことを自身のTwitterを通じて報告した。同年10月2日、『おはスタ』MCを卒業。同年、Yahoo!検索大賞2020で声優部門賞を受賞。
2020年10月11日、『劇場版 鬼滅の刃 無限列車編』の公開記念イベントとして、東京スカイツリーが作品をイメージする「炎（ほむら）色」にライトアップされる点灯式に、LiSA、鬼頭明里、松岡禎丞らと参加した。
2023年、第17回声優アワードでインフルエンサー賞を受賞。
2023年2月3日、『ワールドツアー上映「鬼滅の刃」上弦集結、そして刀鍛冶の里へ』の公開記念にあわせ、浅草寺で行われる節分会(せつぶんえ)にサプライズ登場し、他キャストとともに観客に向けて豆まきを行った。

## 動画配信活動
2012年6月まで「ハナゴエ」というハンドルネームでニコニコ動画に「歌ってみた動画」を投稿しており、雑誌で取り上げられたことがある。
2018年12月に、花江夏樹のYouTubeチャンネルを開設し、ゲーム実況動画の配信を開始した。2020年4月からはMildomにて小野賢章と生配信も行っている。2020年9月には10代が選ぶ「YouTubeが面白い有名人TOP10」で1位を獲得した。
YouTubeを始めた理由として、お金がかかる声優コンテンツが多い中で無料で視聴できるものを提供したいことや、声優として戦っていくための武器を増やしたいことを挙げている。YouTubeでの活動は個人で行っており、所属事務所はギャラも含めて全く関わっていない。動画編集は自身やリモーネ先生、しるこ（BinTRoLL）などの共同出演者が担当している。
2022年1月5日に中国でも活動を開始し、bilibiliで公式アカウントが開設された。

## 人物
名字の「花江」は芸名であり、自身が挙げた候補の中から事務所が選んだ。名前の「夏樹」は本名である。同業者からは基本的に「花江くん」と芸名で呼ばれているが、共演の多い松岡禎丞からは「夏樹」と本名で呼ばれている。
中学時代はソフトテニス部、高校時代は美術部に所属していた。
尊敬する声優は山寺宏一。将来こういう愛され方をしたいなと思う声優は浪川大輔。
趣味はカラオケとゲーム。年に一回ほど明晰夢を見る。小学生のころからネットゲームを嗜んでもいる。その他の趣味・特技はテニス、デザイン画、ワープロ、歌、音声編集、靴ひもを1秒で結ぶ。
仲の良い声優として小野賢章、川原慶久、斉藤壮馬、江口拓也、石川界人らを挙げている。また、歌手の佐香智久とも親交がある。
デビュー当初は極度の近眼でコンタクトレンズを使用していたが合わず、2012年10月ごろから度が強いメガネをかける。2016年9月30日、ICL手術を受ける。以降は伊達メガネをかけている。
スーパー戦隊シリーズは幼稚園のころから、中学校1、2年生までずっと観ていたといい、『恐竜戦隊ジュウレンジャー』『五星戦隊ダイレンジャー』『忍者戦隊カクレンジャー』を中心に熱心に見ていたという。

## 出演
太字はメインキャラクター。

### テレビアニメ
2011年
- 君と僕。（生徒会委員）
- ベン・トー（サバゲ部員A）

2012年
- クロスファイト ビーダマンeS（男性客、子分、相手のビーダー、黒服）
- 恋と選挙とチョコレート（運営D）
- さくら荘のペットな彼女（2012年 - 2013年、男子B、シマウマ、先輩A）
- じょしらく（モブ、皇子、宅配屋1）
- 好きっていいなよ。（生徒）
- TARI TARI（ウィーン / 前田敦博）
- To LOVEる -とらぶる- ダークネス（男子生徒、男子生徒達）
- リトルバスターズ!（男子生徒D、生徒B）

2013年
- アウトブレイク・カンパニー（加納慎一）
- AKB0048 next stage（ファンB）
- 俺の彼女と幼なじみが修羅場すぎる（男子生徒A、坂上弟、男子生徒B、男子生徒C、観客B、観客D）
- サムライフラメンコ（2013年 - 2014年、中学生B、トロンボーイ）
- 翠星のガルガンティア（護衛船通信係、ピニオンの仲間、船員）
- ダイヤのA（2013年 - 2020年、小湊春市） - 3シリーズ
- D.C.III 〜ダ・カーポIII〜
- 断裁分離のクライムエッジ（灰村切）
- とある科学の超電磁砲S（所員、アナウンス）
- ドラえもん（テレビ朝日版第2期）（町人）
- 凪のあすから（2013年 - 2014年、先島光）
- はたらく魔王さま！（2013年 - 2022年、店員 / 中山孝太郎） - 2シリーズ
- ファンタジスタドール（三浦、藤玖純）
- 変態王子と笑わない猫。（陸上部員B）
- 機巧少女は傷つかない（人形使いA）
- ロウきゅーぶ!SS（若者、男子生徒1）

2014年
- アルドノア・ゼロ（2014年 - 2015年、界塚伊奈帆） - 2シリーズ / 2025年に総集編『アルドノア・ゼロ（Re+）』劇場上映
- いなり、こんこん、恋いろは。（ロロ）
- オレん家のフロ事情（三国）
- 健全ロボ ダイミダラー（天久将馬）
- 四月は君の嘘（2014年 - 2015年、有馬公生）
- ストライク・ザ・ブラッド（絃神冥駕）
- 世界征服〜謀略のズヴィズダー〜（地紋明日汰）
- ソードアート・オンラインII（シュピーゲル / 新川恭二）
- とある飛空士への恋歌（カルエル・アルバス / カール・ラ・イール）
- 東京喰種トーキョーグール（2014年 - 2018年、金木研 / 佐々木琲世） - 4シリーズ
- ドラゴンコレクション（2014年 - 2015年、ザッコ、フォレストデビル、ガイコツ、囚人、ザコA、船員D 他）
- ノラガミ（生徒C、橋本）
- ハマトラ（豊崎シンジ）
- 遊☆戯☆王ARC-V（志島北斗）

2015年
- アブソリュート・デュオ（虎崎葵）
- アルスラーン戦記（2015年 - 2016年、エラム） - 2シリーズ
- オーバーロード（ルクルット・ボルブ）
- 機動戦士ガンダム 鉄血のオルフェンズ（2015年 - 2016年、ビスケット・グリフォン）
- GANGSTA.（ニコラス・ブラウン〈少年期〉）
- 実は私は（黒峰朝陽）
- Charlotte（前泊）
- 純潔のマリア（ジルベール）
- 食戟のソーマ（2015年 - 2020年、タクミ・アルディーニ） - 6シリーズ
- スタミュ（2015年 - 2019年、星谷悠太） - 3シリーズ
- ドラゴンボール超（ジャコ）
- ベイビーステップ（クリシュナ）
- ヘヴィーオブジェクト（2015年 - 2016年、クウェンサー＝バーボタージュ）
- 枕男子（めりぃ）
- ミカグラ学園組曲（赤間遊兎）

2016年
- アクティヴレイド -機動強襲室第八係-（ミュトス） - 2シリーズ
- 学園ハンサム（前田良樹）
- 斉木楠雄のΨ難（2016年 - 2018年、鳥束零太） - 2シリーズ + 完結編
- 終末のイゼッタ（リッケルト）
- 少年メイド（竜児）
- 双星の陰陽師（2016年 - 2017年、焔魔堂ろくろ）
- D.Gray-man HALLOW（ラビ）
- DAYS（成神蹴冶）
- ディバインゲート（アリトン）
- ハルチカ〜ハルタとチカは青春する〜（草壁信二郎）
- B-PROJECT シリーズ（2016年 - 2023年、阿修悠太） - 3シリーズ
- 美男高校地球防衛部LOVE!LOVE!（仁藤真）
- Fate/kaleid liner プリズマ☆イリヤ ドライ!!（ジュリアン・エインズワース）
- プリンス・オブ・ストライド オルタナティブ（鴨田侑、五十公野了）
- リルリルフェアリル（2016年 - 2018年、花村望、おじぎそう、ドロップ） - 3シリーズ

2017年
- 政宗くんのリベンジ（2017年 - 2023年、真壁政宗） - 2シリーズ
- 亜人ちゃんは語りたい（相馬）
- ALL OUT!!（逢坂淳）
- 弱虫ペダル シリーズ（2017年 - 2018年、高田城） - 2シリーズ
- ONE PIECE（グラント）
- 兄に付ける薬はない!（2017年 - 2020年、万歳、万幸） - 4シリーズ
- Room Mate（仁科葵）
- Fate/Apocrypha（ジーク）
- SHADOW OF LAFFANDOR ラファンドール国物語 〜FANTASY PICTURE STORY〜（リエン）
- ゲーマーズ!（三角瑛一）
- 活撃 刀剣乱舞（髭切）
- ねこねこ日本史（蘇我入鹿、毛利興元）
- モンスターハンター ストーリーズ RIDE ON（2017年 - 2018年、ゲイル）
- 戦刻ナイトブラッド（豊臣秀吉）
- TSUKIPRO THE ANIMATION（2017年 - 2021年、世良里津花、里津花） - 2シリーズ
- クジラの子らは砂上に歌う（チャクロ）

2018年
- 続 刀剣乱舞-花丸-（髭切）
- 博多豚骨ラーメンズ（シヴァ）
- カードキャプターさくら クリアカード編（ユナ・D・海渡）
- イナズマイレブン アレスの天秤（2018年 - 2019年、奥入祐） - 2シリーズ
- ポチっと発明 ピカちんキット（2018年 - 2019年、ウメジュン）
- ラストピリオド -終わりなき螺旋の物語-（ハル）
- ピアノの森（2018年 - 2019年、雨宮修平） - 2シリーズ
- ブラッククローバー（2018年 - 2021年、リル・ボワモルティエ）
- 千銃士（マルガリータ）
- Back Street Girls -ゴクドルズ-（木村）
- ハッピーシュガーライフ（三星太陽）
- ベイブレードバースト 超ゼツ（ジャン・ボガード）
- フューチャーカード 神バディファイト（世界マモル）
- ぐらんぶる（2018年 - 2025年、御手洗優） - 2シリーズ
- パズドラ（2018年 - 2025年、神崎シン）
- 叛逆性ミリオンアーサー（2018年 - 2019年、閣下アーサー） - 2シリーズ
- メルクストーリア -無気力少年と瓶の中の少女-（オルトス）

2019年
- 転生したらスライムだった件（2019年 - 2024年、ユウキ・カグラザカ） - 4シリーズ
- 鬼滅の刃（2019年 - 2024年、竈門炭治郎） - 5シリーズ
- この音とまれ!（倉田武流） - 2シリーズ
- Bラッパーズ ストリート（2019年 - 2020年、病ジャック、テレビリポーター）
- 荒ぶる季節の乙女どもよ。（杉本悟）
- テレビ野郎 ナナーナ わくわく洞窟ランド（カラクリ将軍）
- デュエル・マスターズ!!（花江夏樹）
- スタンドマイヒーローズ PIECE OF TRUTH（由井孝太郎）
- 星合の空（桂木眞己）
- ジモトがジャパン（織田信長）
- あんさんぶるスターズ!（巴日和）

2020年
- ランウェイで笑って（都村育人）
- ハイキュー!! TO THE TOP（星海光来）
- 歌舞伎町シャーロック（ハリー・エバンズ）
- うちタマ?! 〜うちのタマ知りませんか?〜（レオ）
- かくしごと（十丸院五月、後藤ロク）
- あはれ!名作くん（2020年 - 2021年、春雨知恵熱、少年、係の人、長靴、猿田彦）
- 遊☆戯☆王SEVENS（2020年 - 2022年、ガクト〈蒼月学人〉、蒼月学玄）
- グレイプニル（加賀谷修一）
- 天晴爛漫!（空乃天晴）
- イエスタデイをうたって（早川浪）
- GETUP! GETLIVE! ＃げらげら（上原淳也）
- アラド:逆転の輪（ミカエラ）
- 神様になった日（成神陽太）
- おそ松さん（2020年 - 2021年、新おそ松 / ボス新おそ松 / 新新おそ松 / 究極のおそ松）
- 池袋ウエストゲートパーク（磯貝トモミ）
- カオルの大切なモノ（カオル）
- 進撃の巨人（2020年 - 2023年、ファルコ・グライス） - 4シリーズ

2021年
- アイ★チュウ（ノア）
- 怪物事変（蓼丸織）
- スケートリーディング☆スターズ（望月雪光）
- オッドタクシー（小戸川）
- いたずらぐまのグル〜ミ〜（ピティーくん）
- 灼熱カバディ（佐倉学）
- ヴァニタスの手記（2021年 - 2022年、ヴァニタス） - 2シリーズ
- 死神坊ちゃんと黒メイド（2021年 - 2024年、坊ちゃん / ヴィクター） - 3シリーズ
- うらみちお兄さん（枝泥エディ）
- KICK&SLIDE（キック）
- 月が導く異世界道中（2021年 - 2024年、深澄真） - 2シリーズ
- RE-MAIN（富山健）
- キングダム（2021年 - 2022年、傅抵） - 2シリーズ
- 東京リベンジャーズ（2021年 - 2023年、九井一） - 3シリーズ
- チキップダンサーズ（2021年 - 2023年、ほねチキン、スキップガエル先生 他） - 3シリーズ
- プラチナエンド（2021年 - 2022年、ルベル）

2022年
- 錆喰いビスコ（猫柳ミロ）
- 平家物語（平清経）
- わしもスペシャル 地球のミライを救え！ わしもvsワシジャ（ワシジャ）
- オリエント（直江兼竜） - 2シリーズ
- ラブオールプレー（水嶋亮）
- インセクトランド（アクセル）
- ヒロインたるもの!〜嫌われヒロインと内緒のお仕事〜（榎本虎太朗）
- 群青のファンファーレ（天音・グレイス）
- サマータイムレンダ（網代慎平）
- 遊☆戯☆王ゴーラッシュ!!（2022年 - 2025年、蒼月マナブ / 謎の男 / スタディ総師、蒼月学人、蒼月学玄、蒼月流四〜十一代目）
- RPG不動産（桃ちゃん）
- パリピ孔明（密偵）
- 異世界薬局（薬谷完治）
- 新テニスの王子様 U-17 WORLD CUP（プランス・ルドヴィック・シャルダール）
- ちみも（ヤギッパ）
- ぼのぼの（シマリスくんのおにいさん）
- 機動戦士ガンダム 水星の魔女（2022年 - 2023年、エラン・ケレス） - 2シリーズ
- ブルーロック（2022年 - 2024年、二子一揮） - 2シリーズ
- VAZZROCK THE ANIMATION（世良里津花）
- チェンソーマン（ビーム / サメの魔人）

2023年
- NieR:Automata Ver1.1a（2023年 - 2024年、9S） - 2シリーズ
- Opus.COLORs（都築純）
- 山田くんとLv999の恋をする（佐々木瑛太）
- マッシュル-MASHLE-（2023年 - 2024年、セル・ウォー） - 2シリーズ
- BLEACH 千年血戦篇-訣別譚-（グレミィ・トゥミュー）
- AIの遺電子（篠原）
- Paradox Live THE ANIMATION（棗リュウ）
- 経験済みなキミと、経験ゼロなオレが、お付き合いする話。（加島龍斗）
- ひきこまり吸血姫の悶々（カオステル・コント）
- アンデッドアンラック（2023年 - 2024年、シェン）
- キャプテン翼シーズン2 ジュニアユース編（ミツル）

2024年
- Nyaaaanvy（ナレーション）
- ばいばい、アース（2024年 - 2025年、キティ＝ザ・オール） - 2シリーズ
- 恋は双子で割り切れない（坂口瑞真）
- ダンダダン（2024年 - 2025年、オカルン〈高倉健〉） - 2シリーズ
- シャングリラ・フロンティア（2024年 - 2025年、シークルゥ）

2025年
- SAKAMOTO DAYS（南雲） - 2シリーズ
- 俺は星間国家の悪徳領主!（リアム）
- TO BE HERO X（リン・リン / ナイス）
- WIND BREAKER Season 2（硯秀平）
- アポカリプスホテル（ポンスティン）
- 桃源暗鬼（遊摺部従児）

2026年
- デッドアカウント（羽住蓮理）

### 劇場アニメ
2014年
- 黒の栖-クロノス-（中園真）

2015年
- ドラゴンボールZ 復活の「F」（ジャコ）

2016年
- 告白実行委員会〜恋愛シリーズ〜（榎本虎太朗） - 2作品

2017年
- 恋するシロクマ（アザラシくん）
- げんばのじょう -玄蕃之丞-（新左衛門）
- 劇場版 Fate/kaleid liner プリズマ☆イリヤ（2017年 - 2021年、一義樹理庵 / ジュリアン・エインズワース） - 2作品

2018年
- 劇場版 マジンガーZ / INFINITY（兜シロー）

2019年
- 劇場版 誰ガ為のアルケミスト（ロギ・クロウリー）

2020年
- デジモンアドベンチャー LAST EVOLUTION 絆（八神太一）
- 泣きたい私は猫をかぶる（日之出賢人）
- 劇場版 鬼滅の刃 無限列車編（竈門炭治郎）

2021年
- 漁港の肉子ちゃん（二宮）
- 劇場編集版 かくしごと -ひめごとはなんですか-（十丸院五月）
- サイダーのように言葉が湧き上がる（ジャパン）
- リクはよわくない（パグゾウ）

2022年
- グッバイ、ドン・グリーズ!（ロウマ〈鴨川朗真〉）
- 映画 オッドタクシー イン・ザ・ウッズ（小戸川）
- クレヨンしんちゃん もののけニンジャ珍風伝（屁祖隠胡麻衛門）
- 映画ざんねんないきもの事典（リロイ）
- おそ松さん〜ヒピポ族と輝く果実〜（新おそ松）
- 映画 デリシャスパーティ♡プリキュア 夢みる♡お子さまランチ!（ケットシー）

2023年
- 映画 佐々木と宮野ー卒業編ー（新橋充屋）
- ブラッククローバー 魔法帝の剣（リル・ボワモルティエ）
- 大雪海のカイナ ほしのけんじゃ（ビョウザン）

2024年
- 劇場版ハイキュー!! ゴミ捨て場の決戦（星海光来）
- 劇場版ブルーロック -EPISODE 凪-（二子一揮）
- 数分間のエールを（朝屋彼方）
- ゼーガペインSTA（シド）

2025年
- 劇場版 鬼滅の刃 無限城編 第一章 猗窩座再来（竈門炭治郎）
- 不思議の国でアリスと -Dive in Wonderland-
- 劇場版 チェンソーマン レゼ篇（ビーム）

時期未定
- ALL YOU NEED IS KILL（ケイジ）

### OVA
2013年
- コードギアス 亡国のアキト（2013年 - 2016年、クザン・モントバン）
- To LOVEる -とらぶる- ダークネス（司会生徒） - コミックス第9巻限定版

2014年
- いなり、こんこん、恋いろは。（ロロ） - コミックス第8巻限定版
- 世界征服〜謀略のズヴィズダー〜 新・ズヴィズダー大作戦（地紋明日汰）
- ダイヤのA（2014年 - 2016年、小湊春市） - コミックス第44・45巻、act2 第4巻限定版
- TARI TARI「曇ったり 輝いたり またいつか歌ったり」（ウィーン / 前田敦博） - Blu-ray Disc BOX
- チェインクロニクル 〜ショートアニメ〜（ウェイン）

2015年
- アル戦4コマ劇場（2015年 - 2016年、エラム） - 2シリーズ
- 学園ハンサム The Animation（前田良樹）
- 四月は君の嘘 MOMENTS（有馬公生） - コミックス第11巻限定版
- デジモンアドベンチャー tri.（2015年 - 2018年、八神太一）

2016年
- アルスラーン戦記（エラム） - コミックス第5・6巻DVD付き限定版
- 企業戦士アルスラーン（エラム） - 未公開話
- 食戟のソーマ（2016年 - 2017年、タクミ・アルディーニ） - コミックス第18・19・24・25巻限定版
- OVA スタミュ（2016年 - 2018年、星谷悠太）

2017年
- ストライク・ザ・ブラッド（2017年 - 2019年、絃神冥駕） - 2シリーズ

2018年
- 政宗くんのリベンジ（真壁政宗） - コミックス第10巻OAD付き特装版
- ブラッククローバー オール魔法騎士感謝祭（リル・ボワモルティエ） - ジャンプスペシャルアニメフェスタ2018上映作品

2019年
- Fate/kaleid liner Prisma☆Illya プリズマ☆ファンタズム（ジュリアン・エインズワース）
- 中高一貫!!キメツ学園物語 鬼滅の宴 特別編（竈門炭治郎）

2023年
- スタンドマイヒーローズ WARMTH OF MEMORIES（由井孝太郎）

2025年
- アルドノア・ゼロ EP24.5:雨の断章 -The Penultimate Truth-（界塚伊奈帆）

### Webアニメ
2010年代
- ゴールデン☆キッズ（2011年、俊太）
- 企業戦士アルスラーン（2015年 - 2016年、エラム）
- ホイッスル!（ボイスリメイク版）（2016年、杉原多紀）
- 成長戦隊ノビルンジャー（2017年、ビタミンB群）
- 夢王国と眠れる100人の王子様 ショート（2017年、真琴、桜花）
- ているず おぶ ざ れいず 劇場（2018年、イクス・ネーヴェ）
- 弱酸性ミリオンアーサー（2018年、閣下アーサー）
- ベイブレードバースト ガチ（2019年 - 2020年、金道フミヤ、ジェネシス）
- 斉木楠雄のΨ難 Ψ始動編（2019年、鳥束零太）

2020年
- 虫籠のカガステル（アハト）
- ハレルヤ -運命の選択-（ハレルヤ）
- ぜつめつきぐしゅんっ。（シロクマしゅん）

2021年
- 中高一貫!!キメツ学園物語 バレンタイン編（竈門炭治郎）
- 暗黒家族 ワラビさん（丘田タケオ）
- 劇場版 Fate/kaleid liner プリズマ☆イリヤ Licht 名前の無い少女 スペシャルミニアニメ（ジュリアン・エインズワース）
- TVアニメ「プラチナエンド」解説動画 おしえて！てんしーず（2021年 - 2022年、ルベル）

2022年
- リッチ警官 キャッシュ! 〜ゼロの事件簿〜（マルメン）
- 兄に付ける薬はない!-快把我哥帯走-（第5期）（万歳、万幸）
- ロマンティック・キラー（小金井聖）

2023年
- あはれ!名作くん（春雨知恵熱、猿田彦）
- Fate/Grand Order 藤丸立香はわからない（風魔小太郎）
- 転生したらスライムだった件 コリウスの夢（ユウキ）

2025年
- ディズニー ツイステッドワンダーランド ザ アニメーション（リドル・ローズハート）
- モンポケ ショートアニメ（ナレーション）

- デジモンアドベンチャー 25周年記念PV「デジモンアドベンチャー-BEYOND-」（八神太一）

### ゲーム
2010年
- クロスブレイブ
- Starry☆Sky 〜After Spring〜

2013年
- SNOW BOUND LAND（ウィル）
- ボーイフレンド（仮）（芳屋直景）

2014年
- AMNESIA World（ノヴァ）
- 妖かし恋戯曲（結生）
- クローバー図書館の住人たち（莉玖）
- コアマスターズ（ロンデマルク）
- 声カレ〜放課後キミに会いに行く〜（春日陽向）
- 神撃のバハムート（ミゲル / イモータルペイン）
- ドラゴンジェネシス -聖戦の絆-（プリースト男）
- ハマトラ Look at Smoking World（ジャック）
- メダロット8（ソルト） - 2作品

2015年
- アイ★チュウ（ノア）
- アルスラーン戦記×無双（エラム）
- オルタンシア・サーガ -蒼の騎士団-（フレッド、リシャール、エラム）
- クローバー図書館の住人たちII（莉玖）
- 源平恋愛組絵伝（藤原頼長)
- 幻魔郷ワンダラー（明智光秀）
- 三國クロスサーガ 蒼天の絆（主人公）
- 三国志ブレイブ（趙雲）
- 食戟のソーマ 友情と絆の一皿（タクミ・アルディーニ）
- 白猫プロジェクト（ウマルス・フェアデシュタル、バイパー・ナイトアダー、スタータヌッキー）
- スクール オブ ラグナロク（イヴォール・デ・ダカート）
- 戦魂-SENTAMA-（前田利家、森蘭丸）
- 大正×対称アリス（オオカミ）
- 電撃文庫 FIGHTING CLIMAX IGNITION（クウェンサー＝バーボタージュ）
- 東京乙女レストラン（門倉茜）
- 東京喰種 carnaval ∫ color（金木研）
- 東京喰種 JAIL（金木研）
- 刀剣乱舞 ONLINE（2015年 - 2024年、髭切）
- 刻のイシュタリア（フィン、ヘルメス）
- ドラゴンボールZ 超究極武闘伝（ジャコ）
- ドラゴンボール ゼノバース（ジャコ、タイムパトローラー）
- ドラゴンボールヒーローズ（2015年 - 2017年、ジャコ） - 3作品
- BAD APPLE WARS（サトル）
- ファンタジーアース ゼロ（落ち着いた少年I、優しい少年II）
- プリンス・オブ・ストライド（鴨田侑、五十公野了）
- ポイッとヒーロー（アクセリナ、アレン、カローン、ゲオルグ、ロベリア）
- ポップアップストーリー 魔法の本と聖樹の学園（ジズ・グラヴァー）
- POSSESSION MAGENTA（城田修）
- 夢色キャスト（藤村伊織）
- 夢王国と眠れる100人の王子様（真琴、桜花）
- 嫁コレ（界塚伊奈帆）
- ロイヤルフラッシュヒーローズ（"褐色の貴公子"シェルハ）

2016年
- アカシックリコード（主人公、"小凶手"一寸法師、"アームズ"オデュッセイウス）
- イケメン革命 アリスと恋の魔法（ヨナ＝クレメンス）
- 一血卍傑-ONLINE-（セトタイショウ）
- エンドライド -X fragments-（カナタ）
- Collar×Malice（瀬良あきと）
- 幻塔戦記グリフォン（男性ボイス1）
- GODGAMES（魔法師ゼス、勇者クリスハルト）
- 食戟のソーマ 最饗のレシピ おかわり!!（タクミ・アルディーニ）
- 白猫テニス（バイパー）
- 彗星のアルナディア（ジッコ）
- スタンドマイヒーローズ（由井孝太郎）
- 世界樹の迷宮V 長き神話の果て
- ソードアート・オンライン ホロウ・リアリゼーション（リヒター）
- ソードアート・オンライン コード・レジスタ（シュピーゲル）
- 大正×対称アリス all in one（オオカミ）
- 誰ガ為のアルケミスト（ロギ）
- ディバインゲート（アリトン）
- ドラゴンズドグマ オンライン シーズン2 精霊竜の王（エリオット）
- ドラゴンボール ゼノバース2（ジャコ、タイムパトローラー）
- ドラゴンボールフュージョンズ（ジャコ）
- バンドやろうぜ!（レイ・セファート）
- ピリオドキューブ 〜鳥籠のアマデウス〜（リベラ）
- VIIDOG CODE-ヴィドッグ・コード-（高山聖）
- Fate/Grand Order（2016年 - 2024年、風魔小太郎、ジーク）
- ブレイジング オデッセイ（リンド）
- 文豪とアルケミスト（北原白秋）
- ボーイフレンド（仮）きらめき☆ノート（芳屋直景）
- 枕男子〜甘い夢のつづき〜（めりぃ）
- ラストピリオド -終わりなき螺旋の物語-（ハル）
- LOVE☆スクランブル（五十嵐恒太）
- League of Legends（ジグス、ハイマーディンガー、ベイガー）
- ワールドクロスサーガ -時と少女と鏡の扉-（ラッド）

2017年
- 双星の陰陽師（焔魔堂ろくろ）
- GARM STRUGGLE 〜狂鎖の番狗〜（化野季織）
- ニーア オートマタ（9S〈ヨルハ九号S型〉）
- テイルズ オブ ザ レイズ（2017年 - 2023年、イクス・ネーヴェ、ナーザ / ウォーデン・ニーベルング）
- アナザーエデン 時空を超える猫（マイティ）
- フレイム×ブレイズ（ヤサカ）
- 茜さすセカイでキミと詠う（徳川吉宗）
- ファイアーエムブレム Echoes もうひとりの英雄王（アルム）
- 大正×対称アリス HEADS&TAILS（オオカミ）
- グランマルシェの迷宮（アッサム、カイザー、ファリザール、ラスト・キス）
- ツキノパラダイス。（世良里津花）
- アルスラーン戦記 戦士の資格（エラム）
- クイズRPG 魔法使いと黒猫のウィズ（2017年 - 2018年、ファルク・ラ、ユナ・D・海渡）
- 戦刻ナイトブラッド（豊臣秀吉）
- 白と黒のアリス（カノン）
- B-PROJECT 無敵*デンジャラス（阿修悠太）
- ファイアーエムブレム ヒーローズ（2017年 - 2025年、アルム、チャド）
- あんさんぶるスターズ！（2017年 - 2018年、巴日和、オルトス、ハル）
- アンティーク カルネヴァーレ（ベルンハルト）
- ファンタシースターオンライン2（ヴァルナ、男性追加ボイス118）
- 三国恋戦記 魁（華佗）
- ミトラスフィア（アイネス、復讐者、聖職者）
- シノアリス（ヨルハ九号S型）
- スタートリガー（主人公〈男〉）
- クランク・イン（逢坂聖）
- New みんなのGOLF（ジュンイチ）
- カレ眠 〜ワタシがカレと乳眠する理由〜（川原あさひ）
- 無人戦争2099（神木大地）
- ファンタシースターオンライン2 es（ファルコフリント）
- アイドルD・T・I（桜白波光貴）
- 12歳。〜とろけるパズル♥ふたりのハーモニー〜（小日向太陽）
- Ragnarok〜ヴァルハラサーガ〜（ジークフリート、ディートリッヒ、フォルニュート、ラー）
- CARAVAN STORIES（フォルク）
- レイヤードストーリーズ ゼロ（コロンゾンtype2034、フォマ、イシュ・ゼム）
- オトメ勇者（ヒューズ）
- ドSに恋して〜スイートルームで秘密の支配〜（アラン・メイスン）

2018年
- ORDINAL STRATA -オーディナル ストラータ-（プレスト）
- トキメキファンタジー ラテール（声変わリング〈男〉）
- D×2 真・女神転生 リベレーション（孫翔 / チョークイーター）
- ファンタシースターオンライン2 es（ヤスミノコフ5000SD、アーレスブーツ）
- スターオーシャン:アナムネシス（9S）
- フォルティッシモ（森嶋永遠）
- 戦国ASURA（今川義元）
- チェインクロニクル（新たなる第四領主 オウシン）
- 千銃士（マルガリータ）
- 斉木楠雄のΨ難 妄想暴走 Ψキックバトル（鳥束零太）
- ダッシュ！（シャルル）
- ポポロクロイス物語 ナルシアの涙と妖精の笛（アルバ）
- 京刀のナユタ（倉橋正悟）
- IDOL FANTASY - アイドルファンタジー -（ゼリー）
- ファンタジーライフ オンライン
- Collar×Malice -Unlimited-（瀬良あきと）
- 電撃文庫：CROSSING VOID（クウェンサー＝バーボタージュ） - 海外向けアプリゲーム
- DREAM!ing（新兎千里）
- 殺し屋とストロベリー（ノイン）
- Shadowverse（アロアダイ、真実の従者、炎撃槍、氷撃槍、起動鎧装）
- フードファンタジー（野菜サラダ、蟹味噌小籠包、ホットドッグ）
- ゲシュタルト・オーディン（綾小路ヒカル、閣下アーサー）
- 東京コンセプション（八雲宗介）
- Cendrillon phalikA（廻螺＝アマルリック）
- ベイブレードバースト バトルゼロ（ジャン・ボガード）
- 白と黒のアリス -Twilight line-（カノン）
- 叛逆性ミリオンアーサー（閣下アーサー）

2019年
- Op8♪（琴宮涼平）
- スーパーロボット大戦T（兜シロー）
- ルルアのアトリエ 〜アーランドの錬金術士4〜（クリストフ・オーレル・アーランド）
- グリムエコーズ（ヘンゼル）
- ドラガリアロスト（シャスト）
- スーパードラゴンボールヒーローズ ワールドミッション（ジャコ）
- グランブルーファンタジー（2019年 - 2022年、ジオ、竈門炭治郎）
- クリムゾンクラン（遠野和希）
- 3D人狼殺2
- 妖怪餐廳（陵華）
- アルカ・ラスト 終わる世界と歌姫の果実（コルネイユ）
- ドラゴンクエストXI 過ぎ去りし時を求めて S（ゴリアテ少年）
- カードキャプターさくら ハピネスメモリーズ（ユナ・D・海渡）
- 東京喰種: re 【CALL to EXIST】（金木研、佐々木琲世）
- 共闘ことばRPG コトダマン（2019年 - 2023年、花江夏樹〈本人〉、竈門炭治郎、九井一）
- 星鳴エコーズ（本田太郎）
- SDガンダム GGENERATION（2019年 - 2025年、ビスケット・グリフォン、エラン・ケレス、マイキャラクターボイス〈男性03〉） - 2作品
- スーパーロボット大戦DD（2019年 - 2023年、界塚伊奈帆）
- 乙女剣武蔵（佐々木小次郎）
- 快感♥フレーズ CLIMAX -NEXT GENERATION-（マシュー＝ヴィンセント）
- 元気封神（楊セン、太上老君）
- パレットパレード（レンブラント）
- revisions next stage（法月コウ）
- 剣が刻（徳川光国）

2020年
- ぷよぷよ!!クエスト（星海光来）
- にゃんグリラ（シオン、ソラ）
- アイドルマスター シンデレラガールズ スターライトステージ（八神太一）
- あんさんぶるスターズ!!（巴日和） - 2作品
- ディズニー ツイステッドワンダーランド（リドル・ローズハート）
- アトリエオンライン 〜ブレセイルの錬金術士〜（クリストフ・オーレル・アーランド）
- エンゲージソウルズ（公認ナビ〈男〉）
- 荒野行動（金木研）
- ドラゴンクエスト ライバルズ（ロトの血を引く者）
- モンスターストライク（2020年 - 2024年、ハレルヤ、竈門炭治郎、ファルコ・グライス、金木研）
- HoneyWorks Premium Live（榎本虎太朗）

2021年
- NieR Re[in]carnation（9S）
- ジャックジャンヌ（百無客人）
- モンスターハンターライズ（イオリ）
- 世界革命RPG ロードオブヒーローズ（ナイン）
- ルーンファクトリー5（ラインハルト）
- 二ノ国：Cross Worlds（タリク）
- テイルズ オブ アスタリア（イクス・ネーヴェ）
- 新すばらしきこのせかい（ススキチ）
- B-PROJECT 流星*ファンタジア（阿修悠太）
- 鬼滅の刃 ヒノカミ血風譚（2021年 - 2022年、竈門炭治郎）
- ラグナドール 妖しき皇帝と終焉の夜叉姫（子泣き爺）
- Gate of Nightmares（オリバー）
- スーパーロボット大戦30（2021年 - 2022年、兜シロー、車弁慶〈デヴォリューション〉）
- グランサガ（レオン）
- 悪魔王子と操り人形（フィオーリ）
- WAR OF THE VISIONS ファイナルファンタジー ブレイブエクスヴィアス 幻影戦争（オベロン・ハインドラ）

2022年
- おじさまと猫 スーパーミラクルパズル（ふくまる）
- 夢職人と忘れじの黒い妖精（リンク）
- 夜詛YASO curse of soirée（坂本百太郎）
- ポーカーチェイス（クリスティアン・ブラック〈進化後〉）
- ヴァルキリーエリュシオン（アルマン）
- スターオーシャン6 THE DIVINE FORCE（アベラルド・ベルグホルム）
- 機動戦士ガンダム 鉄血のオルフェンズG（ビスケット・グリフォン）
- 機動戦士ガンダム アーセナルベース（エラン・ケレス）

2023年
- サマータイムレンダ Another Horizon（網代慎平）
- 妖怪ウォッチ ぷにぷに（九井一）
- ストリートファイター6（エターニティ）
- ネバーアフター〜逆転メルヘン〜（白馬の王子）
- 遊戯王 デュエルリンクス（2023年 - 2025年、蒼月学人、蒼月マナブ）
- リバース:1999（メディスンポケット）
- 機動戦士ガンダム エクストリームバーサス2（2023年 - 2025年、エラン・ケレス） - 2作品

2024年
- ポケモンマスターズEX（グルーシャ）
- 逆転オセロニア（アマテル）
- グランブルーファンタジー ヴァーサス -ライジング-（9S） - DLC追加キャラクター
- ドラゴンボール ザ ブレイカーズ（ジャコ）
- 廻らぬ星のステラリウム（ジェイ）
- モンソニ！（2024年 - 2025年、ハレルヤ）
- REYNATIS/レナティス（鵜飼貴一郎）
- ファミコン探偵倶楽部 笑み男
- メタファー：リファンタジオ（主人公、王子）

2025年
- レーシングマスター（金木研）
- 鬼滅の刃 ヒノカミ血風譚2（竈門炭治郎）

時期未定
- ゲートオブリベリオン（サビク）
- 鬼滅の刃 血風剣戟ロワイアル（竈門炭治郎）
- デュエットナイトアビス（月狩り人）

### アプリ
- 朗読アプリ よみキャラ（はなちゃん）
- ボイス執事（朱巳）
- シチュエーションカレシ（奏汰）
- 枕男子の睡眠管理 for auスマートパス（めりぃ[391]）
- ツキノパーク（世良里津花）
- 容疑者たちの甘いたくらみ（火野飛鳥[392]）
- 君と霧のラビリンス（リン）
- こえかつ（木之本悠[393]）

### ドラマCD
- アクラナートの赤い糸（ツムギ）
- 甘く優しい世界で生きるには（バラド・ローブ[394]）
- アメムチ 片付けられない男にアメとムチ（三崎）
- アルスラーン戦記 ドラマCD「突撃せよ!アルスラーン」（エラム）※『別冊少年マガジン』2015年10月号付録
- 偉人アイドルプロジェクト歴sing♪ セカンド・シーズン（容堂[395]）
- 一億年ボタンを連打した俺は、気付いたら最強になっていた 〜落第剣士の学院無双〜（アレン＝ロードル[396]）※文庫 第4巻ドラマCD付き特装版
- 一騎当ちぇん!?（曹操孟徳[397]）
- うちの居候が世界を掌握している! ドラマCD（笠取直哉[398]）
- 王家の紋章（ルカ[399]）※コミックス第62巻ドラマCD付限定特装版
- 王子様には毒がある。（颯太[400]）※コミックス第7巻ドラマCD付特装版
- オトノネ。（奏[注 2]）
- オレ嫁。〜オレの嫁になれよ〜 ラブラブ求婚ドラマCD（條森前）※『少女コミック』2015年24号付録
- オレ嫁。〜オレの嫁になれよ〜（條森前）※コミックス第5巻ドラマCD付き特装版
- KOVオリジナルドラマCD「ダブルラリアット」（遠野敬一、水野トオル）
- 「機動戦士ガンダム 鉄血のオルフェンズ」EPISODE DRAMA 壱（ビスケット・グリフォン[401]）
- クローバー図書館の住人たち ドラマCD 夜の遊園地でシーソーゲーム（莉玖）
- 警視庁抜刀課（兎茶護[402]）
- 結局オレらの誰が好きなの!?（翔太）
- GETUP! GETLIVE! Steam Rising（上原淳也）
- ケンガンアシュラ（今井コスモ）※第0巻ドラマCD付特別版
- 恋するシロクマ 「僕が君を守るよ」（アザラシ君[403]、シロクマの兄）※第3巻ドラマCD付限定版
- 恋するシロクマ 「ふぶきのよる」（アザラシ君）※『月刊コミックジーン』2017年4月号付録
- 紅茶王子（アールグレイ[404]）※第4巻ドラマCD付初回限定版
- こももコンフィズリー（ユーリ）※『花とゆめ』2014年6号付録[405]
- コレットは死ぬことにした（カロン）※第10巻ドラマCD付初回限定版
- 少年王女 ドラマCD第1巻・第2巻（アルベール）
- 食戟のソーマ（タクミ・アルディーニ）※第11巻ドラマCD同梱版
- 新庫堂学園演劇部を演ってみた。ステージ3〜歌い手戦隊ニコドーマン〜（須波トオル=ニコドースケルトン）
- スタミュ（星谷悠太）
  - ファーストドラマCD「☆☆永遠★STAGE☆☆」、セカンドドラマCD、サードドラマCD、フォースドラマCD
  - ドラマCD「幼なじみメランコリー」※『シルフ』2016年1月号付録
- Starry☆Sky in winter 〜星的大掃除浪漫譚〜
- SolidS（世良里津花）
  - ツキプロフェスタin推しなモノ詰め！
  - SolidS ドラマCD 第1 - 7巻
  - ツキプロ×アニ店特急2017冬 全国盤
  - ツキプロ日常小話集 闇鍋ドラマ 2
- ダイヤのA-SECOND SEASON- オリジナルドラマCD 青道高校、温泉に行く+α（小湊春市）
- TARI TARI ドラマCD 旅立ちの歌（ウィーン / 前田敦博）
- 断裁分離のクライムエッジ（灰村切）※コミックス第7巻ドラマCD付き限定版
- 断裁分離のクライムエッジ ドラマCDアルバム「二人のその前」（灰村切）
- だんだらごはん（沖田総司[406]）
- 血とチョコレート（鏡原亜理寿[407]）※コミックス第2巻ドラマCD付き特装版
- ディア♥ヴォーカリスト ドラマCD「Survival Wars」 #1 - 6（(2)YOU[408]）
- DIG-ROCK シリーズ（墨染妃志）
- バカとテストと召喚獣（久保良光）※12.5巻ドラマCD付き特装版
- ハルチカ〜ハルタとチカは青春する〜 ドラマCD（草壁信二郎）
- 春告と雪息子 第一章 前編・後編（保志テンカ）
- バンドやろうぜ! （レイ・セファート）
  - OSIRIS「Voice」
  - デュエル・ギグ! vol.1 -OSIRIS EDITION- 「三つ巴のGuitarist」
  - デュエル・ギグ！vol.2 -Cure^2tron EDITION- 「ナンパやろうぜ！」
  - デュエル・ギグ! vol.3 -OSIRIS EDITION- 「遠き日のrecollection」
  - Original Story Vol.1 - 4
- B-PROJECT KING of CASTE〜Sneaking Shadow〜（ユウタ as 阿修悠太）
- √3＝ (ひとなみにおごれやおなご) vol.1（天牛・胡麻斑[409]）
- ヒロインたるもの!〜嫌われヒロインと内緒のお仕事〜 スペシャルサニーパーティー グッズ付きチケット特典ドラマCD（榎本虎太朗）
- ファイアーエムブレム Echoes もうひとりの英雄王 ドラマCD 異国の空 黎明の森（アルム）
- フォルティッシモ（森嶋永遠）
  - フォルティッシモ ドラマCD Trial Style ※『シルフ』2015年12月号付録
  - フォルティッシモ ドラマCD vol.1 Backstage Style
  - フォルティッシモ サウンドストーリー Surprise Style
- プリンス・オブ・ストライド オーディオドラマシリーズ　AUTUMN Fes.（鴨田侑、五十公野了）
- 文豪とアルケミスト 朗読CD 第4弾 - 第6弾（北原白秋）
- ボクラノキセキ（御堂龍司 / ジャレッド・フロリオ）
  - ボクラノキセキ コミックス第11巻ドラマCD付き限定版[410]
  - ボクラノキセキ はじまりのヒカリ ドラマCD付き単行本
- 星空ホールへおいでよ♪2nd☆night（アリス）
- もふドル ドラマCD「もふドラ〜孤島殺もふ事件編〜」（望月悠羽）
- 百千さん家のあやかし王子 其の弐・参（厨子、おんもらき）
- 夢色キャスト ドラマCD（藤村伊織）
- 夢王国と眠れる100人の王子様 〜春の旅行は嵐のように…〜（桜花）
- ようこそ声優寮へ! 102号室 〜WEBラジオ声優〜（二ノ宮澪）
- わたしに××しなさい! vol.3（生徒B、男子B）※コミックス第10巻ドラマCD付き特装版
- Paradox Live（2020年 - 、棗リュウ[411]）

### シチュエーションCD
- アクターズハイ トレーディングドラマCDコレクション ココから始まるAtoZ 第1弾・第2弾（鳴神瑞月[412]）
- AMNESIA シリーズ（ノヴァ）
  - AMNESIA World キャラクターCD ルカ&ノヴァ
  - AMNESIA World ドラマCD 〜WELCOME TO CAT WORLD〜
  - キャラクタードラマCDBOOK アムネシア ウキョウ&ノヴァ編
- イケメン革命◆アリスと恋の魔法 Vol.2〜ヨナ・クレメンス編〜（ヨナ・クレメンス）
- 壁ドン!SONG♪（富堂沙佑[413]）
- CRAZY CIRCUS Vol.1 - vol.6（フレッド・アーネル[414]）
- 新撰組暁風録 勿忘草（桂小五郎[415]）
- 全力少年達のおうた & とりあいCD（宍倉キィ[416]）
- ツイキス〜ひだまり荘の双子たち〜（皇ヒビキ[417]）
- つまりはLOVEということで（中原芳郎[418]）
- ディア♥ヴォーカリスト（(2)YOU）
- √HAPPY+SUGAR=シリーズ（隼瀬みなと）
- Honeymoon（澤井律[419]）
- 春告と雪息子（星テンカ[420]）
- ピリオドキューブ（リベラ[421]）
- Private Tactics（ジン・クレーフェルト[422]）
- ぼっちCD 彼がひとりぼっちの私に恋心（村崎慎太郎）
- ぼっちCD ひとりぼっちの彼が私に恋心（矢古宇彰）
- 星空ホールへおいでよ♪メッセージソングCD（アリス[423]）
- マフィアズ・ブラッド（ヴィト[424]）
- もふドル（望月悠羽[425]）
- ゆめだん（森恋太郎[426]）
- 夜伽HoLiC（ミツル[427]）
- 余命彼氏（聡）
- Love on Ride〜通勤彼氏（巴月奏翔）
- 恋歌ロイド（謡[428]）

### BLCD
- アキハバラフォーリンラブ（秋庭歩[429]）
- あまくてしんじゃうよ『あした晴れるかな』（池田修一郎[430]）
- 何かいいの見つけた！（室襠小春[431]）
- 腐男子クンのシトラスデイズ（有馬彼方）
- 腐男子クンのハニーデイズ（有馬彼方[432]）
- マウリと竜（ことり[433]）
- リンクス（荻川佑成[434]）

### 吹き替え

#### 映画
- パシフィック・リム: アップライジング（2018年、スレシュ〈カラン・ブラル〉[435]）
- アルテミスと妖精の身代金（2020年、アルテミス〈フェルディア・ショウ〉[436]）
- モンスターハンター（2021年、アックス〈ジン・オウヤン〉[437]）
- クルエラ（2021年、アーティ〈ジョン・マックレア〉[438]）
- 返校 言葉が消えた日（2021年、ウェイ・ジョンティン〈ツォン・ジンファ〉[439]）
- デッドプール&ウルヴァリン（2024年、ヘッドプール[440]）

#### ドラマ
- ハンク ‐ちょっと特別なボクの日常‐（2015年、ハンク・ジップツァー〈ニック・ジェームズ〉[441]）
- アレックス・ライダー（2020年、アレックス・ライダー〈オット・ファラント〉[442]）

#### アニメ
- フェリシーと夢のトウシューズ（2017年、ヴィクター[443]）
- 魔道祖師（2021年、聶懐桑[444]）
- ザ・カップヘッド・ショウ!（2022年、カップヘッド[445]）
- 私ときどきレッサーパンダ（2022年、デヴォン[446]）
- 雄獅少年/ライオン少年（2023年、チュン[447]）
- メカバース:少年とロボット（2023年、リトルドラゴン[448]）
- 時光代理人 -LINK CLICK-II (2024年、少年)
- インサイド・ヘッド2（2024年、ポーチー[449]）
- ねこのガーフィールド（2024年、ジョン[450]）
- この恋で鼻血を止めて（2025年、ヤーセン[451][初出 7]）

### デジタルコミック
- J:COM オン デマンド モーションコミック「虎と狼」（2013年、千谷虎次）
- Manga 2.5 モーションコミック「はぢがーる」（2013年、本田涼）
- ENSOKU モーションコミック「テンプリズム」（2015年、ツナシ[452]）
- ちゃおチャンネル ボイスコミック「12歳。」（2019年、小日向太陽[453][454]）
- リッチ警官 キャッシュ!（2020年、マルメン[455]）
- マンガアニメ「かくしごと」（2020年、十丸院五月）
- 大丈夫倶楽部（2023年、芦川[456]）
- ジャンプチャンネル 漫画アニメ「ジャンプと僕〜連載経験作家・長谷川智広、ジャンプのお金事情を知る〜」（2024年、長谷川智広）

### Web動画
- ドS探偵〜綾小路玲〜（2010年、赤坂R悠樹）
- 告白実行委員会〜恋愛シリーズ〜『ヤキモチの答え』（2014年、榎本虎太朗）
- アニメPV「ようこそ実力至上主義の教室へ」（2015年、綾小路清隆[457]）
- 告白実行委員会〜恋愛シリーズ〜『今好きになる』（2015年、榎本虎太朗）
- Web動画「SHADOW OF LAFFANDOR ラファンドール国物語」（2016年、リエン・マキュール[458]）
- 告白実行委員会〜恋愛シリーズ〜『ロメオ』（2017年、榎本虎太朗[459]）
- 食育レボリューション 好感度アップサプリ「ヒロインデビュー」PV（2017年、ナレーション）
- 僕声（2017年、H）
- VR恐怖体験「ソコニイル　タクシー」（2018年）[460]
- ショートムービー「恋する家電」（2018年 - 2019年、家電役）
- 日清カップヌードル エスニックシリーズ「ヌードル食べコール」（2018年、楽園）
- モンプチ ナチュラルグルメキャンペーン（2019年、トンちゃん、ジャック）
- 「一億年ボタンを連打した俺は、気付いたら最強になっていた」PV（2019年[461]）
- その恋もう少しあたためますか 第5話・最終話（2020年、大福）[462]
- 「マッシュル-MASHLE-」PV（2021年、マッシュ・バーンデッド、ドット・バレット、フィン・エイムズ、ランス・クラウン[463]）

### ラジオドラマ
- ロッテ「キシリトールガム」発売20周年記念プロジェクト ほんのひと粒の僕のこと―花江夏樹1人20役ラジオドラマ―（2017年、早川亮太、駅員、ガテン系のおじさん、編集者、居酒屋店長、居酒屋バイト 他[464][注 3]）
- 明るい夜に出かけて（2018年、永川正光）

### ラジオ
※はインターネット配信。
- 切と祝の断裁分離のクライムレディオ（2013年、音泉※）
- 逢坂市立花江学園〜Radio（2013年 - 2021年 、超!A&G+※・AG-ON Premium※[465]）
- 電撃大賞（2013年 - 2015年、文化放送）
- ダイヤのA 〜ネット甲子園〜（2013年 - 2016年、音泉※[466]、HiBiKi Radio Station※[467]）
- ザ☆ズヴィズダーアワー（2014年、アニメ公式サイト内※）
- 『東京喰種トーキョーグール』-グルラジ-（2014年 - 2015年、音泉※）
- 花江夏樹のボイス執事〜お嬢様、お時間です〜（2015年、超!A&G+※）
- 月刊 新・男前通信〜月刊 花江夏樹（2015年、モバイルA&G※）
- アルスラーン戦記〜ラジオ・ヤシャスィーン!（2015年、音泉※）[468]
- A&G TRIBAL RADIO エジソン（2015年 - 2018年、文化放送）[469]
- 戦魂ラジオ〜織田の陣〜（2015年、音泉※）[470]
- ヘヴィーオブジェクト 超大型ラジオ（2015年 - 2016年、HiBiKi Radio Station※）[471]
- eBookJapan presents 電脳花江書店（2015年、「A&G TRIBAL RADIO エジソン」内のフロート番組、文化放送）
- アクティヴレイドRADIO（2016年、音泉※）[472]
- 双星の陰陽師ラジオ〜ろくろ・紅緒の一つ屋根の下〜（2016年 - 2017年、HiBiKi Radio Station※）[473]
- アルスラーン戦記 風塵乱舞〜ラジオ・ヤシャスィーン!（2016年、音泉※）[474]
- なつきゆうきのアカリコメンド!「アカシックリコード」（2016年 - 2017年、「A&G TRIBAL RADIO エジソン」内のフロート番組、文化放送）
- 戦刻ナイトブラッドWEBラジオ「戦ブラジオ」（2017年 - 2018年、音泉※・HiBiKi Radio Station※）[475]
- TVアニメ「鬼滅の刃」公式WEBラジオ 鬼滅ラヂヲ（2019年 - 2020、音泉※）[476]
- 「天晴爛漫！」Radio Here we go!!!!!（2020年、音泉※）[477]
- 神様になったラジオ[478]（2020年 - 2021年、音泉※）
- テレビアニメ「鬼滅の刃」公式ラジオ 鬼滅ラヂヲ（2021年 - 、ニッポン放送）

### ラジオCD
- ラジオCD「アルスラーン戦記〜ラジオ・ヤシャスィーン!」Vol.1 - 3
- ラジオCD「アルスラーン戦記〜ラジオ・ヤシャスィーン! 特別版」Vol.2 ※TSUTAYAレンタル限定盤
- ラジオCD「アルスラーン戦記 風塵乱舞〜ラジオ・ヤシャスィーン!」
- ラジオCD「アルドノア・ラジオ」Vol.1・6
- ラジオCD「アルドノア・ラジオ　特別版」Vol.1・3 ・5 ※TSUTAYAレンタル限定盤
- ラジオCD「鉄華団放送局」Vol.1
- ラジオCD「『四月』じゃないよ、『君嘘』だよ。ラジオ」Vol.2・3
- ラジオCD「スタミュラジオ〜目指せ!ラジオスター〜」
- ラジオCD「スタミュ（第2期）webラジオ 〜AYANAGI Star RADIO〜」
- DJCD 「ザ☆ズヴィズダーアワー」悪の秘密結社ズヴィズダー 社員旅行編
- アウトブレイク・カンパニー OBCラジオCD
- ダイヤのA 〜ネット甲子園〜 Vol.1 - 13・スペシャルCD
- TARI TARIラジオ ゆったりまったり放課後日誌 Vol.1・2
- 「じつわたらじお」CD
- ラジオCD 『東京喰種トーキョーグール』-グルラジ- Vol.1・2
- ラジオCD 「ハルチカ〜ハルタとチカはラジオする〜」 Vol.2
- DJCD B-PROJECT〜鼓動*アンビシャス〜 レコメン*アンビシャスFirst・Second
- ラジオCD Fate/Apocrypha Radio トゥリファス! Vol.1
- ラジオCD「ヘヴィーオブジェクト 超大型ラジオ」

### その他のCD
- コアラモード. 2ndシングル「Dan Dan Dan」 - 収録曲「We Are Coalamode.2!! 〜公生 & かをりver.〜」に有馬公生役として参加。

### ナレーション
- OHA OHA アニキ（2016年10月14日 - 2017年4月7日、テレビ東京） [479]
- 青春高校3年C組（2018年）
- クイズ!タイムトラベラー（2020年4月6日、TBS）[480]
- ニノさん（2020年5月31日、日本テレビ）[481][482]
- 人気の秘密を考察! 売れっ子ちゃん（2020年7月31日、TBS[483]）
- ウワサのお客さま 全国店員さんインタビュー! 2時間SP（2020年10月9日、フジテレビ）[484]
- ねこ自慢 - MCねこ・じろうさん（2020年10月 - 12月、BS-TBS）
- 1億人の大質問!?笑ってコラえて!（2021年7月14日 - 、日本テレビ）[485]

### テレビ番組
※はインターネット配信。
- 東京乙女レストラン（シーズン1：2015年4月1日 - 6月24日、シーズン2：2015年10月7日 - 12月30日、TOKYO MX） - 門倉茜[486]
- おはスタ（2015年4月9日 - 2020年10月2日、テレビ東京） - 2016年4月までOHA犬・ハナマルとして木曜キャラクターMC[487]、2016年4月からはなちゃんとしてメインMC担当[35][488]
- ツキプロch.（シーズン1：2016年4月6日 - 6月22日、シーズン2：2016年11月4日 - 12月23日、TOKYO MX）[489]
- League of Legends GGTV（2018年8月15日 - 9月26日、RiotGamesJP公式Twitchチャンネル※）
- しあわせ!もふもふペット（2018年10月6日 - 11月24日、dTV※）
- 鬼滅テレビ（2019年4月19日 - 、アニプレックス公式YouTubeチャンネル※・ABEMAアニメチャンネル※）
- あの子は漫画を読まない（2020年1月18日 - 、BS日テレ）
- 情熱大陸（2020年11月22日 、毎日放送）
- ぐるナイ（2021年2月18日 、日本テレビ）
- 声優と夜あそび（2023：2023年4月 - 2024年3月、2024：2024年4月 - 、ABEMAアニメLIVEチャンネル※） - 木曜MC

### 人形劇
- Thunderbolt Fantasy 東離劍遊紀3（2021年、異飄渺[490]）

### 舞台
- 砂岡事務所プロデュース リーディング公演「独立記念日」（2017年8月13日、CARATO71）[491]
- 絶響MUSICA THE STAGE（2020年7月8日 - 13日、俳優座劇場） - ルチェ 役（声の出演）[492]）
- 音楽朗読劇「ALCHEMIST RENATUS〜Homunculus〜」（2020年12月6日、日本武道館） - エーレンフリート 役[493]）
- NieR:Automata FAN FESTIVAL 12022 壊レタ五年間ノ声(2022/11/25〜2022/11/26)[494]
- メタファー:リファンタジオ リーディングライブステージ（2025年11月15日・16日〈予定〉、KAAT神奈川芸術劇場） - ウィル 役[495]

### テレビドラマ
- 探偵が早すぎるスペシャル 前編（2019年12月13日、日本テレビ） - 司会者 役
- オー!マイ・ボス!恋は別冊で 第2話（2021年1月19日、TBS） - 荒染右京 役[496]
- 声優探偵（2021年3月6日 - 27日、テレビ東京）[497]） - バイノーラくん 役（声の出演）
- FAKE MOTION -卓球の王将-（2020年4月9日 - 5月28日、日本テレビ） - ナレーション[498]
  - FAKE MOTION-たったひとつの願い-（2021年1月21日 - 3月11日）[499]
- やんごとなき一族（2022年4月21日 - 6月30日、フジテレビ） - ナレーション[500]
- VIVANT 第6話・第9話（2023年8月20日・9月10日、TBS） - ニュースキャスター 役[501]
- 世にも奇妙な物語'23 秋の特別編「地獄で冤罪」（2023年11月11日、フジテレビ） - 三雲一郎 役（声の出演）[502]

### 特撮
- 爆上戦隊ブンブンジャー（2024年 - 2025年、ビュン・ディーゼルの声[503][504][505]、ブンブンコントローラーシステムボイス[503][504][505]） - 3作品[一覧 46]

### 映像商品
- アキバトル（2014年）[506]
- 「true tears×花咲くいろは×TARI TARI ジョイントフェスティバル 」
- 「ダイヤのA」パワプロで先輩後輩対決！箱根合宿
- ダイヤのA 青道高校 青心寮クリスマスパーティー
- ダイヤのＡオールスターゲーム
- オトメイトパーティー 2014
- 「四月は君の嘘」フィナーレイベント（2015年）
- MARINE SUPER WAVE LIVE DVD 2015
- 『東京喰種トーキョーグール』 スペシャルイベント
- 『東京喰種√A』 スペシャルイベント 「喰種謝祭（グールカーニバル）」
- 東京乙女レストラン Vol.1 - 4（2015年）
- 東京乙女レストラン シーズン2 Vol.1 - 4（2016年）
- 食戟のソーマ〜お食事処まつおか〜 Vol.3（2016年）
- 食戟のソーマ〜お食事処まつおか 弐ノ皿
- Rejet Fes.（2016年）
- DIGIMON ADVENTURE FES. 2016
- 小野賢章がゆく 旅友 第四弾 〜ゲスト:逢坂良太&花江夏樹篇〜（2016年）
- 東京乙女レストラン specialite（2016年）
- ACROSS FESTA!!（2016年）
- ずっと前から好きでした。〜告白実行委員会〜（2016年）
- 好きになるその瞬間を。〜告白実行委員会〜（2016年）
- アルスラーン戦記 DVD特典映像
- アルスラーン戦記 風塵乱舞 DVD特典映像
- ツキプロライブ2016in中野
- ツキプロch. Vol.1 - 4（2016年）
- ツキプロch. シーズン2 Vol.2 - 4（2017年）
- S.Q.P -SQ PARTY 2017 SUMMER-
- B-PROJECT〜鼓動*アンビシャス〜 BRILLIANT*PARTY（2017年）
- Animelo Summer Live 2017
- 江口拓也の俺たちだってもっと癒されたい！4（2017年）
- スタミュ BD・DVD5巻映像特典「スタミュ特別企画Vol.1！綾薙学園で遊び尽くせ！〜宝物探しゲーム〜」、6巻映像特典「スタミュ特別企画Vo.2！綾薙学園で語り尽くせ！〜声優陣特別座談会〜」（2017年）
- リアル宝探し 〜海神ポセイドーンを封印せよ〜in 横浜・八景島シーパラダイス（2017年）
- 人狼バトル〜人狼VS魔法使い〜（2017年）
- 斉藤壮馬の和心を君に 1（2018年）
- 夢色キャスト DREAM☆SHOW 2017 LIVE
- ボドゲであそぼ DVD第3巻、第4巻購入特典（2018年）
- B-PROJECT 3rd Anniversary Premium Movie Edition（2018年）
- 人狼バトル lies and the truth 2018 JUNE〜人狼VS怪盗〜
- B-PROJECT SUMMER LIVE2018 〜ETERNAL PACIFIC〜
- TSUKIPRO LIVE 2018 SUMMER CARNIVAL
- B-PROJECT THRIVE LIVE 2019
- 人狼バトル lies and the truth 2019 FEBRUARY〜人狼VS海賊〜
- 鬼滅の宴（2020年）
- 朗読館｢池袋ナイトアウルテールズ｣（鳴海）[507]

### LINEスタンプ
- アルスラーン戦記」（2015年、エラム）
- しゃべる！TVアニメ『ダイヤのA』（2015年、小湊春市）
- B-PROJECT〜鼓動*アンビシャス〜（2016年、阿修悠太）
- しゃべる！『斉木楠雄のΨ難』（2016年、鳥束零太）
- 白猫プロジェクト ボイス付き（2017年、バイパー）
- ボイスつき☆『恋するシロクマ』（2017年、アザラシ君）
- Fate/Apocrypha（2018年、ジーク）

### パチスロ
- 凪のあすから（2016年、先島光[508]）
- ゼーガペイン2（2022年、シド[509]）

### 玩具
- 玩具『鬼滅の刃 DX日輪刀 / PROPLICA 日輪刀（竈門炭治郎）』（2020年 - 2021年、竈門炭治郎の声）
- 玩具『DXブンブンコントローラー』（2024年6月22日、システムボイス）

### その他コンテンツ
- 声優オリジナルノートパソコン「Type:YOU」第11弾（2015年）
- 東京喰種 「声劇-おまビアン出張編-」①・④（2015年、金木研） - 『週刊ヤングジャンプ』2015年12号、13号付属
- カナービー3「かな〜でぃあんファミリーズ オーディオドラマ2」（2015年、リス）
- 東洋水産 マルちゃん生ラーメン ボイスレシピ3（2016年、黒峰はじめ[510]）
- メイクソフトウェア プリントシール機「声プリ Special プリステラ」（2017年、マオ）
- SANYO 企業CM「地図のない冒険」（2017年、和樹）
- VR×マンガ FullDiveMANGA「夢の相談所」（2017年、ノッテ）
- 録り下ろしボイス 王子様には毒がある。（2018年、颯太） - 『別冊フレンド』2018年4月号付属[400]
- TVCM「こぐまのケーキ屋さん」（2018年、店員さん）
- ローソン「ごちろう。」店内放送（2018年）
- TVCM「三井ショッピングパーク ららぽーと」（2019年、母娘シリーズ 3月CM 21日から篇ナレーション[511]）
- 特別展「北野天満宮 信仰と名宝 ―天神さんの源流―」（2019年2月23日 - 4月14日、京都文化博物館、音声ガイド[512]）
- ヨルシカ「花に亡霊」30秒広告映像（2020年、ユニバーサルミュージックのYouTubeチャンネル限定CM、ナレーション）
- MILGRAM -ミルグラム-（2020年、ミコト〈榧野尊〉[513]）
- はま寿司
  - タッチパネルの声（2020年6月25日 - 2021年3月7日、一時「シン・エヴァンゲリオン劇場版」とのコラボで休止したが、2021年5月ごろから再開）店内放送は2021年3月8日以降も継続。
  - TVCM（2020年6月25日 - [514]）
  - 店内の座席受付機の声（2021年（時期不明） - ）
- ボイスドラマ「恋に無駄口」（2021年、志田葵） - 単行本4巻・『花とゆめ』2021年8号付属
- ハイアールジャパン 家電アニメーション「はいあーるず」全6話（2020年12月23日 - 、冷蔵庫）[515]
- エバラ食品工業 浅漬けの素 30周年記念動画「野菜デビューしよう」（2021年、歌・ナレーション）[516]
- ウェザーニューズ 天気アプリ「ウェザーニュース」（2021年、ナレーション）[517]
- S.RIDE（2021年、アンバサダー・映像コンテンツ出演）[518]
- ディズニー&ピクサーキャラクターズ Dream Switch2（2021年、日本語読み聞かせ[519]）
- ボイスドラマ 夜桜さんちの大作戦（2021年、朝野太陽）
- TRUE WIRELESS STEREO EARPHONES アニメ『プラチナエンド』モデル（2021年、ルベル[520]）
- TRUE WIRELESS STEREO EARPHONES アニメ『怪物事変』コラボモデル（2021年、織[521]）
- 大東建託TVCM「いい部屋ネット」（2021年 - 2022年、いいへやラビット[522][523]）
- 内閣府大臣官房政府広報室 高等教育の修学支援新制度CM「学費のエール」（2022年[524][525]）
- 映画『東京流氷〜COOL IT DOWN〜』（2022年、流氷の声[526]）
- ドリコムメディア イメージモデル（2022年[527]）
- 第一三共ヘルスケア ペラックT錠/ペラックT細粒（2022年）
- パソコン工房  店内放送、コラボゲーミングPC（2023年）[528]
- コジマ
  - 「超コジマックスキャンペーン」CMナレーション（2023年）[529]
  - 「コジマックスキャンペーン2024夏」CMナレーション（2024年）[530]
- サントリー食品インターナショナル「リラクゼーションドリンク Chilling-チリン-」（2023年、癒やし猫チリン、ナレーション、効果音[531]）
- 富士急ハイランド 園内アナウンス（2023年7月1日 - ）、アトラクション「ZOKKON」出発アナウンス（2023年7月20日 - ）
- エリエール「史上最高やさしい彼紙（かれし）キャンペーン」（2024年、贅沢保湿ウエットティシューくん[532]）
- フジッコ「カスピ海ヨーグルト」（2024年）[533]
- 大戸屋 TVCM「大戸屋に帰ろう〜花江夏樹さんVer〜」（2025年、歌・ナレーション）[534]

## ディスコグラフィ

### シングル
|            | 発売日        | タイトル           | 規格品番    | 規格品番   | オリコン 最高位 |
| 初回限定盤 | 発売日        | タイトル           | 通常盤      |            | オリコン 最高位 |
| ---------- | ------------- | ------------------ | ----------- | ---------- | --------------- |
| 1st        | 2016年9月7日  | 青春は残酷じゃない | COZC-1234/5 | COCC-17209 | 28位            |
| 2nd        | 2016年11月9日 | こころ             | COZC-1256/7 | COCC-17140 | 57位            |

### タイアップ曲
| 楽曲               | タイアップ                                            | 時期   |
| ------------------ | ----------------------------------------------------- | ------ |
| 青春は残酷じゃない | テレビアニメ『斉木楠雄のΨ難』深夜版主題歌             | 2016年 |
| こころ             | テレビアニメ『斉木楠雄のΨ難』深夜版エンディングテーマ | 2016年 |

### キャラクターソング
| 発売日   | 商品名                                                                                    | 歌 | 楽曲 | 備考                                                                                |
| 2012年   | 2012年                                                                                    | 2012年 | 2012年 | 2012年                                                                              |
| -------- | ----------------------------------------------------------------------------------------- | --- | --- | ----------------------------------------------------------------------------------- |
| 8月8日   | 潮風のハーモニー                                                                          | 白浜坂高校合唱部 | 「潮風のハーモニー」 | テレビアニメ『TARI TARI』エンディングテーマ                                         |
| 9月26日  | TARI TARI ミュージックアルバム 〜歌ったり、奏でたり〜                                     | 白浜坂高校生徒一同 | 「白浜坂高校校歌」 | テレビアニメ『TARI TARI』挿入歌                                                     |
| 9月26日  | TARI TARI ミュージックアルバム 〜歌ったり、奏でたり〜                                     | 白浜坂高校合唱部 | 「Hau'oli♪」 | テレビアニメ『TARI TARI』挿入歌                                                     |
| 9月26日  | TARI TARI ミュージックアルバム 〜歌ったり、奏でたり〜                                     | 白浜坂高校合唱部 | 「潮風のハーモニー（4人Ver.）」 | テレビアニメ『TARI TARI』エンディングテーマ                                         |
| 9月26日  | TARI TARI ミュージックアルバム 〜歌ったり、奏でたり〜                                     | 白浜坂高校合唱部 | 「心の旋律（#6ED Ver.）」 「潮風のハーモニー（5人Ver.）」 「潮風のハーモニー（#13ED Ver.）」                                                                       | テレビアニメ『TARI TARI』エンディングテーマ                                         |
| 9月26日  | TARI TARI ミュージックアルバム 〜歌ったり、奏でたり〜                                     | 白浜坂高校合唱部 | 「心の旋律」 | テレビアニメ『TARI TARI』挿入歌                                                     |
| 9月26日  | TARI TARI ミュージックアルバム 〜歌ったり、奏でたり〜                                     | 西之端ヒーローショウテンジャー | 「熱闘ヒーローガンバライジャー（#10 Ver.）」 「熱闘ヒーローガンバライジャー」                                                                                      | テレビアニメ『TARI TARI』挿入歌                                                     |
| 9月26日  | TARI TARI ミュージックアルバム 〜歌ったり、奏でたり〜                                     | 白浜坂高校合唱部&声楽部 | 「radiant melody」 | テレビアニメ『TARI TARI』挿入歌                                                     |
| 11月14日 | TARI TARI キャラクターソングアルバム 空盤 〜見上げたり、はばたいたり〜                    | 田中大智（島﨑信長）、ウィーン（花江夏樹） | 「情熱になって」 | テレビアニメ『TARI TARI』関連曲                                                     |
| 11月14日 | TARI TARI キャラクターソングアルバム 海盤 〜潜ったり、たゆたったり〜                      | 宮本来夏（瀬戸麻沙美）、ウィーン（花江夏樹） | 「ホワイトデコレーション☆」 | テレビアニメ『TARI TARI』関連曲                                                     |
| 11月14日 | TARI TARI キャラクターソングアルバム 海盤 〜潜ったり、たゆたったり〜                      | ウィーン（花江夏樹） | 「ホワイトデコレーション☆（ウィーンと燃えよう!!バージョン）」 | テレビアニメ『TARI TARI』関連曲                                                     |
| 2013年   |                                                                                           | | |                                                                                     |
| 4月10日  | TARI TARI ドラマCD 旅立ちの歌                                                             | 白浜坂高校合唱部 | 「旅立ちの歌」 | テレビアニメ『TARI TARI』関連曲                                                     |
| 2014年   |                                                                                           | | |                                                                                     |
| 8月12日  | CLOUD NINE                                                                                | 青道高校野球部 | 「CLOUD NINE」 | テレビアニメ『ダイヤのA』エンディングテーマ                                         |
| 8月12日  | CLOUD NINE                                                                                | 小湊春市（花江夏樹） | 「CLOUD NINE」 | テレビアニメ『ダイヤのA』関連曲                                                     |
| 9月10日  | ダイヤのA キャラクターソングシリーズVol.3 小湊春市                                        | 小湊春市（花江夏樹） | 「永遠のライバル」 | テレビアニメ『ダイヤのA』関連曲                                                     |
| 9月24日  | 健全ロボ ダイミダラー BD・DVD第3巻特典CD                                                  | 天久将馬（花江夏樹）、喜友名霧子（石上静香） | 「「将馬クン大好き！」「霧子ちゃん愛してる！」CHU☆」 | テレビアニメ『健全ロボ ダイミダラー』関連曲                                         |
| 11月5日  | PROMISED FIELD                                                                            | 青道高校野球部 | 「PROMISED FIELD」 | テレビアニメ『ダイヤのA』エンディングテーマ                                         |
| 11月5日  | PROMISED FIELD                                                                            | 小湊春市（花江夏樹） | 「PROMISED FIELD」 | テレビアニメ『ダイヤのA』関連曲                                                     |
| 11月26日 | 僕じゃダメですか?〜「告白実行委員会」キャラクターソング集〜                               | HoneyWorks feat.榎本虎太郎（花江夏樹） | 「三角ジェラシー」 | 『告白実行委員会〜恋愛シリーズ〜』関連曲                                            |
| 12月17日 | TARI TARI BD-BOX きゃにめ.jp限定版特典CD                                                  | 白浜坂高校合唱部 | 「いつまでも輝きを」 | OVA『TARI TARI』エンディングテーマ                                                  |
| 2015年   |                                                                                           | | |                                                                                     |
| 1月28日  | ソードアート・オンラインII BD・DVD第4巻特典CD                                             | 新川昌一（保志総一朗）、新川恭二（花江夏樹） | 「MAD BULLET“S”」 | テレビアニメ『ソードアート・オンラインII』関連曲                                    |
| 1月28日  | FINAL VICTORY                                                                             | 青道高校野球部 | 「FINAL VICTORY」 | テレビアニメ『ダイヤのA』エンディングテーマ                                         |
| 2月25日  | 四月は君の嘘 BD・DVD第1巻特典CD                                                           | 有馬公生（花江夏樹） | 「Sentimental Rain〜愛の悲しみ」 | テレビアニメ『四月は君の嘘』関連曲                                                  |
| 3月13日  | SolidS vol.1                                                                              | SolidS | 「S.N.P」 「Labyrinth」 「Exit Of Days」 | キャラクターCD『SQ』シリーズ関連曲                                                  |
| 4月29日  | AMNESIA World キャラクターCD ルカ＆ノヴァ                                                 | ノヴァ（花江夏樹） | 「novalis」 | ゲーム『AMNESIA World』関連曲                                                       |
| 5月29日  | SolidS vol.2                                                                              | SolidS | 「TIGHT/NIGHT」 | キャラクターCD『SQ』シリーズ関連曲                                                  |
| 5月29日  | SolidS vol.2                                                                              | 篁志季（江口拓也）、世良里津花（花江夏樹） | 「DARK MOON ANGEL」 | キャラクターCD『SQ』シリーズ関連曲                                                  |
| 6月24日  | 全力少年のおうたCD 2年生ユニット リヒト&キィ                                              | リヒト（山下大輝）、キィ（花江夏樹） | 「愛ジャパン」 「Vintage!!」 | 『全力少年のおうたCD』関連曲                                                        |
| 6月26日  | 東京乙女レストラン DVD第1巻アニメイト限定版特典CD                                         | 常盤有馬（森久保祥太郎）、門倉茜（花江夏樹） | 「東京乙女レストラン」 | 『東京乙女レストラン』主題歌                                                        |
| 7月22日  | ダイヤのA キャラクターソングCD EX 春市＆亮介                                              | 小湊春市（花江夏樹）、小湊亮介（岡本信彦） | 「風の中のシーソーゲーム」 | テレビアニメ『ダイヤのA』関連曲                                                     |
| 7月24日  | ミカグラ学園組曲 BD・DVD第2巻特典CD                                                       | 赤間遊兎（花江夏樹） | 「無気力クーデター」 | テレビアニメ『ミカグラ学園組曲』関連曲                                              |
| 7月31日  | SolidS vol.3                                                                              | SolidS | 「SEXY☆SENSE」 | キャラクターCD『SQ』シリーズ関連曲                                                  |
| 7月31日  | SolidS vol.3                                                                              | 世良里津花（花江夏樹）、村瀬大（梅原裕一郎） | 「Shall We Dance?」 | キャラクターCD『SQ』シリーズ関連曲                                                  |
| 7月31日  | SolidS vol.3                                                                              | 世良里津花（花江夏樹） | 「Good Night My Darling」 | キャラクターCD『SQ』シリーズ関連曲                                                  |
| 8月5日   | 「スタミュ」ファーストドラマCD「☆☆永遠★STAGE☆☆」                                          | team鳳 | 「☆☆永遠★STAGE☆☆」 | テレビアニメ『スタミュ』関連曲                                                      |
| 8月5日   | 「スタミュ」ファーストドラマCD「☆☆永遠★STAGE☆☆」                                          | 星谷悠太（花江夏樹） | 「☆☆永遠★STAGE☆☆」 | テレビアニメ『スタミュ』関連曲                                                      |
| 8月5日   | ボーイフレンド（仮） キャラクターCDシリーズ vol.4 桜沢瑠風&宮ノ越涼太&芳屋直景            | 芳屋直景（花江夏樹） | 「青空プレイボール」 | ゲーム『ボーイフレンド（仮）』関連曲                                                |
| 8月12日  | BLUE WINDING ROAD                                                                         | 青道高校野球部 | 「BLUE WINDING ROAD」 | テレビアニメ『ダイヤのA -SECOND SEASON-』エンディングテーマ                         |
| 8月12日  | BLUE WINDING ROAD                                                                         | 沢村栄純（逢坂良太）、降谷暁（島﨑信長）、小湊春市（花江夏樹） | 「BLUE WINDING ROAD」 | テレビアニメ『ダイヤのA -SECOND SEASON-』関連曲                                     |
| 8月26日  | 枕男子                                                                                    | めりぃ（花江夏樹） | 「枕男子」 | テレビアニメ『枕男子』主題歌                                                        |
| 9月11日  | 永久パラダイス                                                                            | B-PROJECT | 「永久パラダイス」 | 『B-PROJECT』関連曲                                                                 |
| 9月16日  | 食戟のソーマ キャラクターソングシリーズ Side Boys 2 タクミ・アルディーニ                  | タクミ・アルディーニ（花江夏樹） | 「istinto-刃の本能-」 | テレビアニメ『食戟のソーマ』関連曲                                                  |
| 9月16日  | 食戟のソーマ キャラクターソングシリーズ Side Boys 2 タクミ・アルディーニ                  | タクミ・アルディーニ（花江夏樹）、イサミ・アルディーニ（小野友樹） | 「百皿繚乱☆献立バトル 〜starring タクミ・アルディーニ〜」 | テレビアニメ『食戟のソーマ』関連曲                                                  |
| 10月7日  | ☆SHOW TIME 1☆ 星谷悠太&那雪 透                                                            | 星谷悠太（花江夏樹） | 「星のストライド」 | テレビアニメ『スタミュ』挿入歌                                                      |
| 10月30日 | SolidS vol.4                                                                              | SolidS | 「ロミオ -ROMEO-」 「どうぶつのサガ」 「Midnight Mystery」 | キャラクターCD『SQ』シリーズ関連曲                                                  |
| 11月4日  | ☆SHOW TIME 5☆team鳳&team柊                                                                | team鳳 | 「五重奏 〜クインテット〜」 | テレビアニメ『スタミュ』エンディングテーマ                                          |
| 11月11日 | ☆SHOW TIME 6☆team鳳&team柊                                                                | team鳳 | 「アヤナギ・ショウ・タイム」 | テレビアニメ『スタミュ』挿入歌                                                      |
| 11月25日 | dreaming time                                                                             | THRIVE | 「dreaming time」 「LOVE ADDICTION」 「永久パラダイス」 | 『B-PROJECT』関連曲                                                                 |
| 11月25日 | ☆SHOW TIME 8☆team鳳&戌峰誠士郎×卯川 晶                                                    | team鳳 | 「Ready→Steady→Dream!」 | テレビアニメ『スタミュ』挿入歌                                                      |
| 12月9日  | ☆SHOW TIME 10☆team鳳&華桜会                                                               | team鳳 | 「星屑ムーブメント」 | テレビアニメ『スタミュ』挿入歌                                                      |
| 12月18日 | アルスラーン戦記 BD・DVD第6巻特典CD                                                       | エラム（花江夏樹） | 「名もなき星」 | テレビアニメ『アルスラーン戦記』関連曲                                              |
| 12月23日 | ☆SHOW TIME 12☆team鳳                                                                      | team鳳 | 「星瞬COUNTDOWN」 | テレビアニメ『スタミュ』エンディングテーマ                                          |
| 12月25日 | 東京乙女レストラン シーズン2 DVD第1巻アニメイト限定版特典CD                               | 常盤有馬（森久保祥太郎）、門倉茜（花江夏樹） | 「踊るキッチン〜あなたに最高の笑顔を〜」 | 『東京乙女レストラン シーズン2』主題歌                                              |
| 12月25日 | 壁ドン！SONG♪シリーズ6th そのカレ、富堂沙佑                                               | 富堂沙佑（花江夏樹） | 「シザーズ・スペル（壁ドン！Version）」 「シザーズ・スペル（オリジナルVersion）」                                                                                  |                                                                                     |
| 2016年   |                                                                                           | | |                                                                                     |
| 1月20日  | もういちど歌ってみたシリーズ みなとが「Milky Star」歌ってみた                             | 隼瀬みなと（花江夏樹） | 「Milky Star」 |                                                                                     |
| 1月27日  | ヘヴィーオブジェクト BD・DVD第2巻特典CD                                                   | クウェンサー・バーボタージュ（花江夏樹） | 「Never say Never」 | テレビアニメ『ヘヴィーオブジェクト』関連曲                                          |
| 2月10日  | ボーイフレンド（仮） キャラクターソングアルバム vol.1                                     | 桜沢瑠風（代永翼）、宮ノ越涼太（村田太志）、芳屋直景（花江夏樹） | 「Message for you!!」 | ゲーム『ボーイフレンド（仮）』関連曲                                                |
| 3月23日  | カレはヴォーカリスト♥CD 「ディア♥ヴォーカリスト」 エントリーNo.6 ユゥ                     | (2)YOU （花江夏樹） | 「AWKWARD？」 「I need your love」 | 『ディア♥ヴォーカリスト』関連曲                                                     |
| 3月23日  | 夢色キャスト Vocal Collection 〜 WELCOME TO THE SHOW!! 〜                                 | 朝日奈響也（逢坂良太）、藤村伊織（花江夏樹）、橘蒼星（豊永利行）、桜木陽向（上村祐翔）、新堂カイト（林勇）、雨宮仁（小野友樹）、城ヶ崎昴（畠中祐） | 「CALL HEAVEN!!」 | ゲーム『夢色キャスト』関連曲                                                        |
| 3月23日  | 夢色キャスト Vocal Collection 〜 WELCOME TO THE SHOW!! 〜                                 | 藤村伊織（花江夏樹）、橘蒼星（豊永利行）、城ヶ崎昴（畠中祐） | 「桜よ薫れ愛薫れ」 | ゲーム『夢色キャスト』関連曲                                                        |
| 3月23日  | 夢色キャスト Vocal Collection 〜 WELCOME TO THE SHOW!! 〜                                 | 雨宮仁（小野友樹）、藤村伊織（花江夏樹）、新堂カイト（林勇） | 「SECOND INNOCENCE」 | ゲーム『夢色キャスト』関連曲                                                        |
| 3月23日  | 夢色キャスト Vocal Collection 〜 WELCOME TO THE SHOW!! 〜                                 | 朝日奈響也（逢坂良太）、藤村伊織（花江夏樹）、新堂カイト（林勇） | 「月光ロード」 | ゲーム『夢色キャスト』関連曲                                                        |
| 3月23日  | アイ★チュウ 1stアルバム「soleil」                                                         | I♥B | 「Fly Fly!」 「Dear my precious friend」 | ゲーム『アイ★チュウ』関連曲                                                         |
| 3月23日  | Maybe Love                                                                                | THRIVE | 「Maybe Love」 「3 2 1 Jump!!」 | 『B-PROJECT』関連曲                                                                 |
| 3月25日  | SolidS ユニットソングシリーズ COLOR [-RED-]                                               | SolidS | 「CRAZY BABY SHOW」 | キャラクターCD『SQ』シリーズ関連曲                                                  |
| 4月22日  | SolidS 花鳥風月 花編                                                                      | 世良里津花（花江夏樹） | 「Lily -寄り添う百合のように-」 | キャラクターCD『SQ』シリーズ関連曲                                                  |
| 4月28日  | 星空ホールへおいでよ♪ アリス編〜永遠のLove Melody kiss〜                                  | アリス（花江夏樹） | 「星空ホールへおいでよ♪」 「永遠のLove Melody kiss」 |                                                                                     |
| 5月5日   | オトノネ。第一章-明日の約束-                                                              | 奏（花江夏樹） | 「ナノナキシラベ」 | 『オトノネ。』関連曲                                                                |
| 5月25日  | ハルチカ〜ハルタとチカは青春する〜 キャラクターソングミニアルバム〜ボーイズ〜             | 草壁信二郎（花江夏樹） | 「Cantabile」 | テレビアニメ『ハルチカ〜ハルタとチカは青春する〜』関連曲                            |
| 5月25日  | ずっとOnly You                                                                            | 有頂天BOYS | 「ずっとOnly You」 | テレビアニメ『少年メイド』エンディングテーマ                                        |
| 5月25日  | ずっとOnly You                                                                            | 有頂天BOYS | 「ありがとうなんていわないぜ」 「CLEAR BLUE HEART」 | テレビアニメ『少年メイド』挿入歌                                                    |
| 5月27日  | SolidS ユニットソングシリーズ COLOR [-BLACK-]                                             | SolidS | 「Judas」 | キャラクターCD『SQ』シリーズ関連曲                                                  |
| 5月27日  | SolidS ユニットソングシリーズ COLOR [-BLACK-]                                             | 奥井翼（斉藤壮馬）、世良里津花（花江夏樹） | 「BLACK HEAVEN」 | キャラクターCD『SQ』シリーズ関連曲                                                  |
| 6月22日  | ヘヴィーオブジェクト BD・DVD第7巻特典CD                                                   | クウェンサー（花江夏樹）、ヘイヴィア（石川界人） | 「Buddy-Buddy!!」 | テレビアニメ『ヘヴィーオブジェクト』関連曲                                          |
| 7月6日   | 鼓動*アンビシャス                                                                         | B-PROJECT | 「鼓動*アンビシャス」 | テレビアニメ『B-PROJECT〜鼓動*アンビシャス〜』オープニングテーマ                    |
| 7月20日  | 全力少年達のおうたCD 2時間目 2年生ユニット リヒト&キィ                                    | リヒト（山下大輝）、キィ（花江夏樹） | 「恋愛BOOTCAMP★」 「RUSH!!!!!」 | 『全力少年達のおうたCD』関連曲                                                      |
| 7月27日  | FORBIDDEN★STAR XYZ 1st                                                                    | XYZ | 「Smile☆Glitters」 「Midnight Emotion」 | 『FORBIDDEN★STAR』関連曲                                                            |
| 7月27日  | 星と月のセンテンス                                                                        | THRIVE | 「Starlight」 | テレビアニメ『B-PROJECT〜鼓動*アンビシャス〜』挿入歌                                |
| 7月27日  | 1,2,Step!                                                                                 | 有頂天BOYS | 「キミ宣言！」 | テレビアニメ『少年メイド』関連曲                                                    |
| 7月27日  | 1,2,Step!                                                                                 | 竜児（花江夏樹） | 「Distance」 | テレビアニメ『少年メイド』関連曲                                                    |
| 7月27日  | OVAスタミュ BD・DVD第1巻特典CD                                                            | team鳳 | 「ユメ・イロ」 | OVA『スタミュ』オープニングテーマ                                                   |
| 7月27日  | OVAスタミュ BD・DVD第1巻特典CD                                                            | 星谷悠太（花江夏樹）、辰己琉唯（岡本信彦） | 「君がそこにいるから」 | OVA『スタミュ』挿入歌                                                               |
| 8月17日  | オトノネ。音楽集-第一楽章-                                                                | 琴都（内田彩）、奏（花江夏樹） | 「ナノナキシラベ duet ver」 | 『オトノネ。』関連曲                                                                |
| 9月21日  | 全力少年達のおうたCD ベストタイム♪                                                        | ユズル（蒼井翔太）、セナ（増田俊樹）、リヒト（山下大輝）、キィ（花江夏樹）、タイガ（斉藤壮馬）、トア（梅原裕一郎） | 「Bravery」 「CRAZY★DNA」 | 『全力少年達のおうたCD』関連曲                                                      |
| 9月21日  | OVAスタミュ BD・DVD第2巻特典CD                                                            | team鳳 | 「C☆ngratulations!」 | OVA『スタミュ』エンディングテーマ                                                   |
| 9月30日  | SolidS ユニットソングシリーズ COLOR [-WHITE-]                                             | SolidS | 「ライア・クライア」 「東京LOVEジャンキー」 | キャラクターCD『SQ』シリーズ関連曲                                                  |
| 10月19日 | アイ★チュウ creation 07.I♥B                                                               | I♥B | 「We are I★CHU!」 「深海マーメイド」 | ゲーム『アイ★チュウ』関連曲                                                         |
| 10月26日 | 夢色キャスト ボーカルミニアルバム バースデーコレクション                                  | 藤村伊織（花江夏樹） | 「冷たい夜空を照らすのは…」 | ゲーム『夢色キャスト』関連曲                                                        |
| 10月26日 | りるりるわんだふるがーる！                                                                | イケメンジョフェアリルズ | 「イケメンジョダンス」 | テレビアニメ『リルリルフェアリル〜妖精のドア〜』挿入歌                              |
| 11月23日 | FORBIDDEN★STAR XYZ 2nd                                                                    | XYZ | 「Lovely Baby」 「Fortunate starS」 | 『FORBIDDEN★STAR』関連曲                                                            |
| 11月30日 | B-PROJECT〜鼓動*アンビシャス〜 BD・DVD第4巻完全生産限定版特典CD                           | 阿修悠太（花江夏樹） | 「Happy Ending」 | テレビアニメ『B-PROJECT〜鼓動*アンビシャス〜』関連曲                                |
| 11月30日 | 夢色キャスト Vocal Collection2                                                            | 朝日奈響也（逢坂良太）、藤村伊織（花江夏樹）、橘蒼星（豊永利行）、桜木陽向（上村祐翔）、新堂カイト（林勇）、雨宮仁（小野友樹）、城ヶ崎昴（畠中祐） | 「Sunshinen world tour」 | ゲーム『夢色キャスト』関連曲                                                        |
| 11月30日 | 夢色キャスト Vocal Collection2                                                            | 藤村伊織（花江夏樹）、橘蒼星（豊永利行） | 「恋咎館のタペストリー」 | ゲーム『夢色キャスト』関連曲                                                        |
| 11月30日 | 夢色キャスト Vocal Collection2                                                            | 藤村伊織（花江夏樹）、新堂カイト（林勇） | 「世界は恋とSweets&kiss」 | ゲーム『夢色キャスト』関連曲                                                        |
| 12月21日 | 無敵*デンジャラス                                                                         | B-PROJECT | 「無敵*デンジャラス」 | ゲーム『B-PROJECT 無敵*デンジャラス』オープニングテーマ                             |
| 12月21日 | 無敵*デンジャラス                                                                         | B-PROJECT | 「永久パラダイス」 | ゲーム『B-PROJECT 無敵*デンジャラス』関連曲                                         |
| 12月21日 | もふドル ボーカルCD Melody Of Fantasy-エガオのチカラ-                                     | 江ノ島晴 / エクレル（岡本信彦）、和泉聡一郎 / ジンジャー（白井悠介）、東夏樹 / マカロン（斉藤壮馬）、望月悠羽 / ミルフィ（花江夏樹）、蘇芳新 / ガレット（細谷佳正） | 「Melody Of Fantasy ―エガオのチカラ―」 「もふもふ Wonderland」 | 『もふドル』関連曲                                                                  |
| 2017年   |                                                                                           | | |                                                                                     |
| 2月15日  | ディア♥ヴォーカリスト Riot No.5 ユゥ                                                      | (2)YOU （花江夏樹） | 「Keep looking」 「STAR LIGHT」 | 『ディア♥ヴォーカリスト』関連曲                                                     |
| 2月22日  | 何度だって、好き。〜告白実行委員会〜                                                      | HoneyWorks feat.榎本虎太郎（花江夏樹） | 「今好きになる。 -triangle story-」 | 劇場アニメ『好きになるその瞬間を。〜告白実行委員会〜』挿入歌                        |
| 2月22日  | Needle No.6                                                                               | THRIVE | 「Needle No.6」 「Tick-tack」 | 『B-PROJECT』関連曲                                                                 |
| 2月24日  | SQ ユニットソング「表裏」シリーズ 『表SolidS』                                            | SolidS | 「COCORO」 | キャラクターCD『SQ』シリーズ関連曲                                                  |
| 3月15日  | ディア♥ヴォーカリスト THE BEST Rock Out!! レオード・シエル・ユゥ                          | (2)YOU （花江夏樹） | 「Relationship」 | 『ディア♥ヴォーカリスト』関連曲                                                     |
| 3月22日  | アイ★チュウ 2ndアルバム「glace」                                                          | I♥B | 「未来ファンタジスタ」 「My destiny」 | ゲーム『アイ★チュウ』関連曲                                                         |
| 3月29日  | デジモンアドベンチャー tri.キャラクターソング「選ばれし子どもたち編」                     | 八神太一（花江夏樹） | 「永遠のパズル」 | アニメ『デジモンアドベンチャー tri.』関連曲                                         |
| 4月7日   | 恋歌ロイド Type5.謡 -ヨウ-                                                                | 謡（花江夏樹） | 「未来にあげたいユーフォリアム」 |                                                                                     |
| 4月19日  | ☆2nd SHOW TIME 3☆星谷&那雪×月皇×辰己×申渡                                                 | 星谷悠太（花江夏樹） | 「RISING STAR」 | テレビアニメ『スタミュ』第2期挿入歌                                                 |
| 4月26日  | ☆2nd SHOW TIME 4☆星谷×那雪×天花寺×空閑×卯川×虎石&虎石×北原                                | 星谷悠太（花江夏樹）、那雪透（小野賢章）、天花寺翔（細谷佳正）、空閑愁（前野智昭）、卯川晶（松岡禎丞）、虎石和泉（KENN） | 「花道 ∞ Go All Out!!」 | テレビアニメ『スタミュ』第2期挿入歌                                                 |
| 5月3日   | ☆2nd SHOW TIME 5☆星谷×月皇×魚住&アンシエント                                              | 星谷悠太（花江夏樹）、月皇海斗（ランズベリー・アーサー）、魚住朝喜（森川智之） | 「straightforward」 | テレビアニメ『スタミュ』第2期挿入歌                                                 |
| 5月3日   | ボーイフレンド（仮）きらめき☆ノート コンプリートコレクション＃02                          | みにみにボーイズ | 「フタリの法則」 | ゲーム『ボーイフレンド（仮）きらめき☆ノート』関連曲                                 |
| 5月24日  | ☆2nd SHOW TIME 8☆星谷×揚羽&揚羽×遥斗                                                      | 星谷悠太（花江夏樹）、揚羽陸（島﨑信長） | 「Knock on Dream!」 | テレビアニメ『スタミュ』第2期挿入歌                                                 |
| 5月31日  | ☆2nd SHOW TIME 9☆那雪×卯川&星谷×那雪                                                      | 星谷悠太（花江夏樹）、那雪透（小野賢章） | 「スタッカート・マーチ」 | テレビアニメ『スタミュ』第2期関連曲                                                 |
| 6月7日   | ☆2nd SHOW TIME 10☆星谷×鳳×柊&揚羽×蜂矢×北原×南條                                          | 星谷悠太（花江夏樹）、鳳樹（諏訪部順一）、柊翼（平川大輔） | 「Miracle Catcher」 | テレビアニメ『スタミュ』第2期挿入歌                                                 |
| 6月14日  | ☆2nd SHOW TIME 11☆team鳳&team柊                                                           | team鳳 | 「Growin' Up」 | テレビアニメ『スタミュ』第2期挿入歌                                                 |
| 6月14日  | 君色スマイル                                                                              | 葦原巧（前野智昭）、仁科葵（花江夏樹）、宮坂真也（鳥海浩輔） | 「君色スマイル」 | テレビアニメ『Room Mate』主題歌                                                     |
| 6月14日  | 君色スマイル                                                                              | 仁科葵（花江夏樹） | 「君色スマイル」 | テレビアニメ『Room Mate』関連曲                                                     |
| 6月21日  | アイ★チュウ 〜シャッフルユニットミニアルバム〜                                            | QA | 「FIX ME」 | ゲーム『アイ★チュウ』関連曲                                                         |
| 6月21日  | ☆2nd SHOW TIME 12☆team鳳&team柊&揚羽×蜂矢×北原×南條&オールキャスト                        | team鳳 | 「Gift」 | テレビアニメ『スタミュ』第2期エンディングテーマ                                     |
| 6月21日  | ☆2nd SHOW TIME 12☆team鳳&team柊&揚羽×蜂矢×北原×南條&オールキャスト                        | オールキャスト | 「Gift 〜カーテンコール〜」 | テレビアニメ『スタミュ』第2期挿入歌                                                 |
| 6月30日  | SQ ユニットソング「表裏」シリーズ 『裏SolidS』                                            | SolidS | 「KARA DA KARA」 | キャラクターCD『SQ』シリーズ関連曲                                                  |
| 7月12日  | 夢色キャスト Vocal Collection3 〜A Chance to Make Progress〜                              | 朝日奈響也（逢坂良太）、藤村伊織（花江夏樹）、橘蒼星（豊永利行）、桜木陽向（上村祐翔）、新堂カイト（林勇）、雨宮仁（小野友樹）、城ヶ崎昴（畠中祐） | 「NEVER END STORIES」 | ゲーム『夢色キャスト』関連曲                                                        |
| 7月12日  | 夢色キャスト Vocal Collection3 〜A Chance to Make Progress〜                              | 藤村伊織（花江夏樹）、桜木陽向（上村祐翔）、城ヶ崎昴（畠中祐） | 「HOT CHORD CRISIS」 | ゲーム『夢色キャスト』関連曲                                                        |
| 7月19日  | S級パラダイス BLACK                                                                       | B-PROJECT | 「S級パラダイス」 | 『B-PROJECT』関連曲                                                                 |
| 7月19日  | S級パラダイス BLACK                                                                       | THRIVE | 「the one&only」 | 『B-PROJECT』関連曲                                                                 |
| 7月28日  | SQ X Lied vol.3 里津花&壱星                                                               | 世良里津花（花江夏樹） | 「Undefined」 | キャラクターCD『SQ』シリーズ関連曲                                                  |
| 10月6日  | Burny!!!                                                                                  | SolidS | 「Burny!!!」 | テレビアニメ『TSUKIPRO THE ANIMATION』主題歌                                        |
| 10月18日 | 裸美rinth                                                                                 | 桜白波光貴（花江夏樹） | 「恥じ裸衣fallin'luv」 | ゲーム『アイドルDTI』関連曲                                                         |
| 11月1日  | 月牙ノ刻/天華絶景                                                                         | 織田信長（森川智之）、豊臣秀吉（花江夏樹）、武田信玄（小西克幸）、上杉謙信（鳥海浩輔）、真田幸村（山下大輝）、伊達政宗（梅原裕一郎） | 「月牙ノ刻」 | ゲーム『戦刻ナイトブラッド』オープニングテーマ                                      |
| 11月1日  | 月牙ノ刻/天華絶景                                                                         | 織田信長（森川智之）、豊臣秀吉（花江夏樹）、武田信玄（小西克幸）、上杉謙信（鳥海浩輔）、真田幸村（山下大輝）、伊達政宗（梅原裕一郎） | 「天華絶景」 | テレビアニメ『戦刻ナイトブラッド』オープニングテーマ                                |
| 11月15日 | HEN-GEN-JI-ZAI                                                                            | 豊臣秀吉（花江夏樹） | 「HEN-GEN-JI-ZAI」 | テレビアニメ『戦刻ナイトブラッド』エンディングテーマ                                |
| 11月15日 | HEN-GEN-JI-ZAI                                                                            | 豊臣秀吉（花江夏樹） | 「天華絶景」 | テレビアニメ『戦刻ナイトブラッド』関連曲                                            |
| 11月22日 | スタミュ 第2期 BD・DVD第6巻特典CD                                                         | 鳳樹（諏訪部順一）＆星谷悠太（花江夏樹） | 「Shadow&Lights」 | テレビアニメ『スタミュ』第2期挿入歌                                                 |
| 11月29日 | 聖夜のラブレター Song Collection 〜最後のロンリークリスマス〜                             | 藤村伊織（花江夏樹） | 「最後のロンリークリスマス」 | ゲーム『夢色キャスト』関連曲                                                        |
| 12月6日  | SHADOW OF LAFFANDOR ラファンドール国物語〜ある少女の光と影の追憶〜                        | リエン（花江夏樹） | 「囚われた光」 | テレビ番組『SHADOW OF LAFFANDOR ラファンドール国物語』オープニングテーマ            |
| 12月20日 | ディア♥ヴォーカリスト Wired No.6 ユゥ                                                     | (2)YOU （花江夏樹） | 「day after day」 「Thank you!!」 | 『ディア♥ヴォーカリスト』関連曲                                                     |
| 12月22日 | TSUKIPRO THE ANIMATION BD・DVD第1巻特典CD                                                 | SolidS | 「桜花爛漫」 | テレビアニメ『TSUKIPRO THE ANIMATION』エンディングテーマ                            |
| 2018年   |                                                                                           | | |                                                                                     |
| 1月10日  | 俺たちマジ校デストロイ                                                                    | マジ校デストロイ | 「俺たちマジ校デストロイ」 | 『俺たちマジ校デストロイ』関連曲                                                    |
| 1月10日  | 続『刀剣乱舞-花丸-』歌詠集 其の一                                                         | 髭切（花江夏樹）、膝丸（岡本信彦） | 「天と暦」 | テレビアニメ『続 刀剣乱舞-花丸-』エンディングテーマ                                 |
| 1月24日  | ボーイフレンド（仮）プロジェクト ミュージックアルバム 藤城学園 #02                        | 遊馬センパイと後輩芳屋 | 「Jump Together!」 | ゲーム『ボーイフレンド（仮）きらめき☆ノート』関連曲                                 |
| 2月21日  | あんさんぶるスターズ！ ユニットソングCD Eden                                              | Eden | 「THE GENESIS」 | ゲーム『あんさんぶるスターズ！』関連曲                                              |
| 2月21日  | あんさんぶるスターズ！ ユニットソングCD Eden                                              | Eve | 「Trap For You」 | ゲーム『あんさんぶるスターズ！』関連曲                                              |
| 2月23日  | TSUKIPRO THE ANIMATION BD・DVD第3巻特典CD                                                 | SolidS | 「Back On Track」 | テレビアニメ『TSUKIPRO THE ANIMATION』エンディングテーマ                            |
| 3月7日   | 続『刀剣乱舞-花丸-』歌詠集 其の九                                                         | 大和守安定（市来光弘）、加州清光（増田俊樹）、蛍丸（井口祐一）、明石国行（浅利遼太）、長曽祢虎徹（新垣樽助）、髭切（花江夏樹）、膝丸（岡本信彦）、数珠丸恒次（緑川光） | 「花丸印の日のもとで ver.9」 | テレビアニメ『続 刀剣乱舞-花丸-』オープニングテーマ                                 |
| 3月8日   | フォリラ/fes.CINDERELLA                                                                   | forttê | 「フォリラ」 「fes.CINDERELLA」 | ゲーム『フォルティッシモ』主題歌                                                    |
| 3月18日  | 超感デスティニー                                                                          | THRIVE | 「超感デスティニー」 | 『B-PROJECT』関連曲                                                                 |
| 3月18日  | 超感デスティニー                                                                          | 阿修悠太（花江夏樹） | 「ALL RIGHT!!」 | 『B-PROJECT』関連曲                                                                 |
| 4月4日   | アイ★チュウ 2ndアルバム「fleur」                                                          | I♥B | 「Let's Go」 | ゲーム『アイ★チュウ』関連曲                                                         |
| 4月25日  | 欲張りDreamer                                                                             | ハル（花江夏樹）、ちょこ（田村ゆかり） | 「欲張りDreamer」 | テレビアニメ『ラストピリオド -終わりなき螺旋の物語-』オープニングテーマ             |
| 4月25日  | 欲張りDreamer                                                                             | ハル（花江夏樹） | 「希望のピリオド.」 | テレビアニメ『ラストピリオド -終わりなき螺旋の物語-』関連曲                         |
| 4月27日  | TSUKIPRO THE ANIMATION BD・DVD第5巻特典CD                                                 | SolidS | 「運命を越える"Venga"」 | テレビアニメ『TSUKIPRO THE ANIMATION』エンディングテーマ                            |
| 5月2日   | Butter-Fly〜tri.Version〜                                                                 | 選ばれし子どもたち、デジモンシンカーズ、宮﨑歩、AiM with 和田光司 | 「Butter-Fly〜tri.Version〜」 | OVA『デジモンアドベンチャー tri.』エンディングテーマ                                |
| 6月15日  | TSUKIPRO THE ANIMATION BD・DVD第7巻特典CD                                                 | SOARA、Growth、SolidS、QUELL | 「Dear Dreamer,」 | テレビアニメ『TSUKIPRO THE ANIMATION』エンディングテーマ                            |
| 6月20日  | ディア♥ヴォーカリスト Xtreme No.4 ユゥ                                                    | (2)YOU （花江夏樹） | 「NAKED」 「Miserable」 | 『ディア♥ヴォーカリスト』関連曲                                                     |
| 6月20日  | No.1                                                                                      | ウメジュン（花江夏樹） | 「No.1」 | テレビアニメ『ポチっと発明 ピカちんキット』挿入歌                                   |
| 7月16日  | 快感エブリディ                                                                            | B-PROJECT | 「快感エブリディ」 「After all this time」 | 『B-PROJECT』関連曲                                                                 |
| 8月23日  | オトノネ。第三章-音の子-                                                                  | 奏（花江夏樹） | 「はじまりの音」 | 『オトノネ。』関連曲                                                                |
| 8月24日  | 劇的インフィニティ                                                                        | IN-VOLG | 「劇的インフィニティ」 | キャラクターCD『キラボシチューン』関連曲                                            |
| 8月24日  | 劇的インフィニティ                                                                        | 柳圭真（花江夏樹） | 「劇的インフィニティ」 | キャラクターCD『キラボシチューン』関連曲                                            |
| 9月19日  | 弾奏アブソリュート                                                                        | 織田信長（森川智之）、豊臣秀吉（花江夏樹）、上杉謙信（鳥海浩輔）、武田信玄（小西克幸）、真田幸村（山下大輝）、伊達政宗（梅原裕一郎）、毛利元就（子安武人） | 「残光と盟約」 | ゲーム『戦刻ナイトブラッド』関連曲                                                  |
| 9月19日  | ディア♥ヴォーカリスト THE BEST Rock Out!!! #2 エーダッシュ・ジュダ・ユゥ                  | (2)YOU （花江夏樹） | 「橙」 | 『ディア♥ヴォーカリスト』関連曲                                                     |
| 9月26日  | TAKE A DREAM!!                                                                            | 望月悠馬（島﨑信長）、花房柳（古川慎）、新兎千里（花江夏樹）、獅子丸孝臣（内田雄馬）、針宮藤次（豊永利行）、三毛門紫音（蒼井翔太） | 「TAKE A DREAM!!」 | ゲーム『DREAM!ing』主題歌                                                           |
| 10月24日 | スタミュ in ハロウィン BD・DVD特典CD                                                      | 星谷悠太（花江夏樹）、那雪透（小野賢章）、月皇海斗（ランズベリー・アーサー） | 「ホリゾント」 | OVA『スタミュ in ハロウィン』オープニングテーマ                                     |
| 10月24日 | スタミュ in ハロウィン BD・DVD特典CD                                                      | 星谷悠太（花江夏樹）、天花寺翔（細谷佳正）、空閑愁（前野智昭） | 「DEAR DREAM!」 | OVA『スタミュ in ハロウィン』エンディングテーマ                                     |
| 10月24日 | スタミュ in ハロウィン BD・DVD特典CD                                                      | 星谷悠太（花江夏樹）、辰己琉唯（岡本信彦）、揚羽陸（島﨑信長）、北原廉（梅原裕一郎） | 「Pumpkin Mate♪」 | OVA『スタミュ in ハロウィン』挿入歌                                                 |
| 10月26日 | SQ SolidS RE:START シリーズ2                                                              | 世良里津花（花江夏樹）、村瀬大（梅原裕一郎） | 「Adonis」 | キャラクターCD『SQ』関連曲                                                          |
| 11月21日 | DUEL GIG EXTRA                                                                            | レイ・セファート（花江夏樹） | 「Clown」 | ゲーム『バンドやろうぜ！』関連曲                                                    |
| 11月28日 | 千銃士 絶対高貴ソングシリーズ Noble Bullet 08 ハプスブルクグループ                        | マルガリータ（花江夏樹） | 「Happy Lovely Party Time」 | ゲーム『千銃士』関連曲                                                              |
| 2019年   |                                                                                           | | |                                                                                     |
| 1月25日  | SQ SolidS RE:START シリーズ3                                                              | SolidS | 「DOPE↗ROCK」 | キャラクターCD『SQ』関連曲                                                          |
| 1月30日  | 絶頂*エモーション                                                                         | B-PROJECT | 「絶頂*エモーション」 | テレビアニメ『B-PROJECT〜絶頂*エモーション〜』オープニングテーマ                    |
| 1月30日  | 絶頂*エモーション                                                                         | B-PROJECT | 「光と影の時結ぶ」 | テレビアニメ『B-PROJECT〜絶頂*エモーション〜』エンディングテーマ                    |
| 1月30日  | あんさんぶるスターズ！アルバムシリーズ fine                                               | 旧fine | 「Genuine Revelation」 | ゲーム『あんさんぶるスターズ！』関連曲                                              |
| 2月13日  | アイドルファンタジー Songs すいーつ！Mon-Star！                                           | すいーつ！Mon-Star！ | 「Sweet Suite すいーつ！Mon-Star！」 「Jewelry à la mode」 | ゲーム『アイドルファンタジー』関連曲                                                |
| 2月13日  | アイドルファンタジー Songs ALEX Knights                                                   | ALEX Knights | 「視線=プリズム」 | ゲーム『アイドルファンタジー』関連曲                                                |
| 2月22日  | SQ SolidS RE:START シリーズ4                                                              | 篁志季（江口拓也）、世良里津花（花江夏樹） | 「Between the Sheets」 | キャラクターCD『SQ』関連曲                                                          |
| 2月27日  | Magic Rhythm Party Floor 〜ゆめライブCD 千里&孝臣〜                                       | 新兎千里（花江夏樹）、獅子丸孝臣（内田雄馬） | 「Magic Rhythm Party Floor」 「All or Nothing（孝臣・千里ver.）」 「All or Nothing（千里・孝臣ver.）」 「FREEDOM（千里・孝臣ver.）」 「FREEDOM（孝臣・千里ver.）」 | ゲーム『DREAM!ing』関連曲                                                           |
| 3月27日  | BLACK OUT/HAPPY ENTERTAINER 〜ゆめライブCD 黒寮VS白寮〜                                   | 望月悠馬（島﨑信長）、花房柳（古川慎）、新兎千里（花江夏樹）、獅子丸孝臣（内田雄馬）、針宮藤次（豊永利行）、三毛門紫音（蒼井翔太）、虎澤一生（深町寿成）、浅霧巳影（立花慎之介）、柴咲真也（山口智広）、白華時雨（小林裕介）、竜ヶ崎仁（武内駿輔）、槙千鶴（土岐隼一）、志部谷幽（畠中祐）、牛若湊（中島ヨシキ）、久磨凛太朗（柿原徹也）、ビアンキ由仁（天野七瑠） | 「TAKE A DREAM!!（特進生集合Ver）」 | ゲーム『DREAM!ing』関連曲                                                           |
| 3月27日  | 夢色キャスト Vocal Collection 4〜Dreaming of Next Stage〜                                 | 朝日奈響也（逢坂良太）、藤村伊織（花江夏樹）、橘蒼星（豊永利行）、桜木陽向（上村祐翔）、新堂カイト（林勇）、雨宮仁（小野友樹）、城ヶ崎昴（畠中祐） | 「悲劇の炎」 | ゲーム『夢色キャスト』関連曲                                                        |
| 3月27日  | 夢色キャスト Vocal Collection 4〜Dreaming of Next Stage〜                                 | 藤村伊織（花江夏樹） | 「星よ奇跡を」 | ゲーム『夢色キャスト』関連曲                                                        |
| 3月27日  | B-PROJECT〜絶頂*エモーション〜 BD・DVD第1巻特典CD                                         | THRIVE、KiLLER KiNG | 「Juggler」 | テレビアニメ『B-PROJECT〜絶頂*エモーション〜』挿入歌                                |
| 4月3日   | マジ校デストロイミニアルバム 一切合切デストロイ                                           | マジ校デストロイ | 「一切合切デストロイ」 | 『俺たちマジ校デストロイ』関連曲                                                    |
| 4月3日   | マジ校デストロイミニアルバム 一切合切デストロイ                                           | メグ（花江夏樹）、ユッキー（光富崇雄） | 「楽園レボリューション」 | 『俺たちマジ校デストロイ』関連曲                                                    |
| 4月24日  | アイ★チュウ BEST ALBUM チュウ盤                                                           | I♥B | 「Crew on Merry-Go-Round」 | ゲーム『アイ★チュウ』関連曲                                                         |
| 4月24日  | あんさんぶるスターズ！アルバムシリーズ Eden                                               | Eden | 「Dance in the Apocalypse」 | ゲーム『あんさんぶるスターズ！』関連曲                                              |
| 4月24日  | あんさんぶるスターズ！アルバムシリーズ Eden                                               | Eve | 「Sunlit Smile!」 | ゲーム『あんさんぶるスターズ！』関連曲                                              |
| 4月24日  | あんさんぶるスターズ！アルバムシリーズ Eden                                               | 巴日和（花江夏樹） | 「Fantastic Days◎」 | ゲーム『あんさんぶるスターズ！』関連曲                                              |
| 5月29日  | B-PROJECT〜絶頂*エモーション〜 BD・DVD第3巻特典CD                                         | THRIVE | 「YOLO 〜Act Now〜」 | テレビアニメ『B-PROJECT〜絶頂*エモーション〜』挿入歌                                |
| 5月29日  | B-PROJECT〜絶頂*エモーション〜 BD・DVD第3巻特典CD                                         | THRIVE | 「光と影の時結ぶ」 | テレビアニメ『B-PROJECT〜絶頂*エモーション〜』エンディングテーマ                    |
| 5月31日  | IN-VOLG VS Alsh-tajE                                                                      | IN-VOLG | 「Escalation」 | キャラクターCD『キラボシチューン』関連曲                                            |
| 5月31日  | 魔法使いと黒猫のウィズ 6th Anniversary Original Soundtrack                                | イルーシャ（立花理香）、ファルク（花江夏樹） | 「Deadend-Knell」 | ゲーム『クイズRPG 魔法使いと黒猫のウィズ』関連曲                                    |
| 6月26日  | 大正×対称アリス デュエットソングシリーズ vol.1 オオカミ&赤ずきん                          | オオカミ（花江夏樹）、赤ずきん（前野智昭） | 「ゆうきの一歩」 | ゲーム『大正×対称アリス』関連曲                                                     |
| 6月26日  | 大正×対称アリス デュエットソングシリーズ vol.1 オオカミ&赤ずきん                          | オオカミ（花江夏樹） | 「ゆうきの一歩」 | ゲーム『大正×対称アリス』関連曲                                                     |
| 7月3日   | ☆3rd SHOW TIME 1☆ 星谷悠太&華桜会                                                         | 星谷悠太（花江夏樹） | 「STELLAR TRAIL」 | テレビアニメ『スタミュ』第3期挿入歌                                                 |
| 7月10日  | ☆3rd SHOW TIME 2☆鳳×揚羽×北原&揚羽×蜂矢×北原×南條                                         | 星谷悠太（花江夏樹）、那雪透（小野賢章）、月皇海斗（ランズベリー・アーサー）、天花寺翔（細谷佳正）、空閑愁（前野智昭）、揚羽陸（島﨑信長）、北原廉（梅原裕一郎） | 「NEW NOW!」 | テレビアニメ『スタミュ』第3期挿入歌                                                 |
| 7月26日  | SQ SolidS RE:START シリーズ6                                                              | SolidS | 「I AM A BARTENDER」 | キャラクターCD『SQ』関連曲                                                          |
| 8月7日   | ☆3rd SHOW TIME 6☆ team鳳×team柊×team楪×team漣&那雪シスターズ                              | team鳳、team柊、team楪、team漣 | 「Magic Time Maker」 | テレビアニメ『スタミュ』第3期挿入歌                                                 |
| 8月14日  | ☆3rd SHOW TIME 7☆ 四季斗真&星谷×四季                                                      | 星谷悠太（花江夏樹）、四季斗真（浪川大輔） | 「ありのままに」 | テレビアニメ『スタミュ』第3期関連曲                                                 |
| 8月28日  | B-PROJECT〜絶頂*エモーション〜 BD・DVD第6巻特典CD                                         | B-PROJECT | 「あえて言葉にするなら」 | テレビアニメ『B-PROJECT〜絶頂*エモーション〜』挿入歌                                |
| 9月4日   | ☆3rd SHOW TIME 10☆ team鳳&華桜会                                                          | team鳳 | 「COME ON LET'S GO!」 | テレビアニメ『スタミュ』第3期挿入歌                                                 |
| 9月11日  | ☆3rd SHOW TIME 11☆星谷×辰己×四季×冬沢&team鳳                                              | 星谷悠太（花江夏樹）、辰己琉唯（岡本信彦）、四季斗真（浪川大輔）、冬沢亮（斉藤壮馬） | 「SUREFIRE〜ヒカリへツナゲ〜」 | テレビアニメ『スタミュ』第3期挿入歌                                                 |
| 9月11日  | ☆3rd SHOW TIME 11☆星谷×辰己×四季×冬沢&team鳳                                              | team鳳 | 「オンステージ」 | テレビアニメ『スタミュ』第3期エンディングテーマ                                     |
| 9月18日  | ☆3rd SHOW TIME 12☆ team辰己&team星谷&team2年生                                            | team星谷 | 「高校星歌劇-オンステージ-」 | テレビアニメ『スタミュ』第3期挿入歌                                                 |
| 9月18日  | ☆3rd SHOW TIME 12☆ team辰己&team星谷&team2年生                                            | 星谷悠太（花江夏樹）、那雪透（小野賢章）、月皇海斗（ランズベリー・アーサー）、天花寺翔（細谷佳正）、空閑愁（前野智昭）、辰己琉唯（岡本信彦）、申渡栄吾（内田雄馬）、戌峰誠士郎（興津和幸）、虎石和泉（KENN）、卯川晶（松岡禎丞）、揚羽陸（島﨑信長）、蜂矢聡（高梨謙吾）、北原廉（梅原裕一郎）、南條聖（武内駿輔）                                                 | 「我ら、綾薙学園華桜会〜NEXT STAGE〜」 | テレビアニメ『スタミュ』第3期エンディングテーマ                                     |
| 10月16日 | メクルメク修羅道                                                                          | 佐々木小次郎（花江夏樹）、宝蔵院胤舜（狩野翔）、柳生十兵衛（松岡禎丞） | 「メクルメク修羅道」 | ゲーム『乙女剣武蔵』主題歌                                                          |
| 10月16日 | ディア♥ヴォーカリスト Evolve No.4 ユゥ                                                    | (2)YOU （花江夏樹） | 「not too late」 「Imperfections」 | 『ディア♥ヴォーカリスト』関連曲                                                     |
| 10月30日 | Welcome to the GLORIA!                                                                    | THRIVE | 「Welcome to the GLORIA!」 「SECRET CODE」 | 『B-PROJECT』関連曲                                                                 |
| 11月6日  | GETUP! GETLIVE! Steam Rising                                                              | 上原淳也（花江夏樹）、東沢楓（西山宏太朗）、町田瀬那（豊永利行）、大野虎之助（石川界人）、喜多見蓮（阿座上洋平）、狛江一馬（熊谷健太郎） | 「GET UP! GET LIVE!」 | 『GETUP! GETLIVE!』テーマソング                                                     |
| 12月11日 | キセキ                                                                                    | Eden | 「キセキ」 | テレビアニメ『あんさんぶるスターズ！』オープニングテーマ                            |
| 2020年   |                                                                                           | | |                                                                                     |
| 1月15日  | 好きすぎてやばい。〜告白実行委員会キャラクターソング集〜                                  | HoneyWorks feat. 榎本虎太朗（花江夏樹）、瀬戸口雛（麻倉もも） | 「大嫌いなはずだった。」 「選んでくれてありがとう。」 | 『告白実行委員会〜恋愛シリーズ〜』関連曲                                            |
| 2月12日  | Paradox Live Opening Show                                                                 | The Cat's Whiskers | 「MASTER OF MUSIC」 | キャラクターCD『Paradox Live』関連曲                                                |
| 2月26日  | あんさんぶるスターズ！ EDテーマ集 VOL.06                                                  | Eden | 「Awakening Myth」 | テレビアニメ『あんさんぶるスターズ！』エンディングテーマ                            |
| 2月26日  | あんさんぶるスターズ！ オリジナルサウンドトラック                                         | Trickstar、Eden | 「キセキ」 | テレビアニメ『あんさんぶるスターズ！』オープニングテーマ                            |
| 3月18日  | マジカル LOVE ポーション！                                                                | アイチュウリーダーズ | 「マジカル LOVE ポーション！」 | ゲーム『アイ★チュウ Étoile Stage』主題歌                                            |
| 3月25日  | KING of CASTE〜Bird in the Cage〜                                                         | B-PROJECT | 「Who is the King?」 | ドラマCD『KING of CASTE〜Bird in the Cage〜』挿入歌                                 |
| 3月25日  | KING of CASTE〜Bird in the Cage〜 獅子堂高校ver.                                          | 獅子堂高校 | 「I for you」 | ドラマCD『KING of CASTE〜Bird in the Cage〜』挿入歌                                 |
| 3月25日  | TARI TARI 白浜坂高校合唱（時々バドミントン）部ベストアルバム                              | 白浜坂高校合唱部 | 「思い出の向こうへ」 | 小説『TARI TARI 〜芽吹いたり 照らしたり やっぱり時々歌ったり〜』挿入歌              |
| 3月25日  | JEALOUSYS                                                                                 | XXX | 「Shout」 | ゲーム『快感♥フレーズ CLIMAX』関連曲                                                |
| 4月24日  | SQ「CARDS」シリーズ 2巻 SolidS「DIAMOND」                                                 | SolidS | 「GAME IS MINE」 「Timeless」 | キャラクターCD『SQ』関連曲                                                          |
| 5月8日   | Paradox Live Stage Battle "JUSTICE"                                                       | The Cat's Whiskers | 「Faith」 | キャラクターCD『Paradox Live』関連曲                                                |
| 7月29日  | Paradox Live Stage Battle "PRIDE"                                                         | The Cat's Whiskers | 「4 REAL」 | キャラクターCD『Paradox Live』関連曲                                                |
| 8月26日  | BRAND NEW STARS!!                                                                         | ESオールスターズ | 「BRAND NEW STARS!!」 | ゲーム『あんさんぶるスターズ!!』主題歌                                              |
| 8月26日  | BRAND NEW STARS!!                                                                         | ESオールスターズ | 「Walk with your smile」 | ゲーム『あんさんぶるスターズ!!』関連曲                                              |
| 8月26日  | あんさんぶるスターズ!! ESアイドルソング season1 Eden                                      | Eden | 「楽園追放 -Faith Conquest-」 「BRAND NEW STARS!!」 | ゲーム『あんさんぶるスターズ!!』関連曲                                              |
| 8月26日  | 未来DICE!!                                                                                | Noir*20 | 「未来DICE!!」 | ゲーム『アイ★チュウ Étoile Stage』第2部主題歌                                       |
| 8月28日  | Dear Dreamer, ver.SolidS                                                                  | SolidS | 「Dear Dreamer,」 | テレビアニメ『TSUKIPRO THE ANIMATION』関連曲                                        |
| 9月9日   | ゴーハ第7小学校校歌                                                                       | 遊我（石橋陽彩）、ルーク（八代拓）、ガクト（花江夏樹） | 「ゴーハ第7小学校校歌」 | テレビアニメ『遊☆戯☆王SEVENS』エンディングテーマ                                    |
| 10月7日  | Wrap Wrap                                                                                 | THRIVE | 「Wrap Wrap」 「I'm your Ghost」 | 『B-PROJECT』関連曲                                                                 |
| 11月25日 | Paradox Live Exhibition Show                                                              | The Cat's Whiskers | 「Life Is Beautiful」 | キャラクターCD『Paradox Live』関連曲                                                |
| 11月25日 | Paradox Live Exhibition Show -The Cat's Whiskers-                                         | The Cat's Whiskers feat. ミッチェル和馬 | 「My Sweetest Love」 | キャラクターCD『Paradox Live』関連曲                                                |
| 12月2日  | Supernova                                                                                 | B-PROJECT | 「Supernova Explosion」 | 『B-PROJECT』関連曲                                                                 |
| 12月2日  | Supernova 守護部零壱獣脚隊ver.                                                            | 守護部零壱獣脚隊 | 「ROAR」 | 『B-PROJECT』関連曲                                                                 |
| 12月23日 | OUVERTURE                                                                                 | I♥B | 「ボクラノオト」 | ゲーム『アイ★チュウ Étoile Stage』関連曲                                            |
| 12月23日 | OUVERTURE 初回限定盤                                                                      | アイチュウリーダーズ | 「マジカル LOVE ポーション！」 | ゲーム『アイ★チュウ Étoile Stage』関連曲                                            |
| 2021年   |                                                                                           | | |                                                                                     |
| 1月27日  | Paradox Live Stage Battle "LOVE"                                                          | The Cat's Whiskers | 「Mercy On Me」 | キャラクターCD『Paradox Live』関連曲                                                |
| 2月24日  | 一番星                                                                                    | アイチュウ | 「一番星の歌〜未来のレジェンド伝説〜」 | テレビアニメ『アイ★チュウ』オープニングテーマ                                       |
| 2月24日  | 一番星                                                                                    | アイチュウリーダーズ | 「Rainbow☆Harmony」 | テレビアニメ『アイ★チュウ』オープニングテーマ                                       |
| 2月24日  | 一番星                                                                                    | アイチュウリーダーズ | 「Singing! Swinging!」 | テレビアニメ『アイ★チュウ』エンディングテーマ                                       |
| 2月26日  | SQ Neo X Lied vol.3 里津花&英知                                                           | 世良里津花（花江夏樹）、堀宮英知（西山宏太朗） | 「アイリス」 | キャラクターCD『SQ』関連曲                                                          |
| 3月31日  | Paradox Live 1st album "TRAP"                                                             | The Cat's Whiskers | 「One Shot One Kill」 | キャラクターCD『Paradox Live』関連曲                                                |
| 3月31日  | Paradox Live 1st album "TRAP"                                                             | BAE、The Cat's Whiskers、cozmez、悪漢奴等 | 「Rap Guerrilla -Paradox Live All ARTISTS-」 | キャラクターCD『Paradox Live』関連曲                                                |
| 4月28日  | ディア♥ヴォーカリスト Raving Beats!!! JET RAT FURY                                        | (2)YOU（花江夏樹) | 「MorningGlory」 「ブルーグレー」 「Back of the thrort」 | 『ディア♥ヴォーカリスト』関連曲                                                     |
| 6月9日   | あんさんぶるスターズ!! FUSION UNIT SERIES 01 Switch × Eden                                | Switch、Eden | 「Majestic Magic」 | ゲーム『あんさんぶるスターズ!!』関連曲                                              |
| 6月9日   | あんさんぶるスターズ!! FUSION UNIT SERIES 01 Switch × Eden                                | Eden | 「FUSIONIC STARS!!」 | ゲーム『あんさんぶるスターズ!!』関連曲                                              |
| 6月23日  | FUSIONIC STARS!!                                                                          | ESオールスターズ | 「FUSIONIC STARS!!」 | ゲーム『あんさんぶるスターズ!!』関連曲                                              |
| 7月8日   | ああ人生に涙あり                                                                          | 深澄真（花江夏樹） | 「ああ人生に涙あり」 | テレビアニメ『月が導く異世界道中』エンディングテーマ                                |
| 7月9日   | LOVE 'Em ALL                                                                              | SolidS | 「LOVE 'Em ALL」 | テレビアニメ『TSUKIPRO THE ANIMATION 2』主題歌                                      |
| 7月21日  | スケートリーディング☆スターズ キャラクターソングミニアルバム①                             | 望月雪光（花江夏樹）、窪田智之（佐藤元） | 「シンクロ☆ハッピーデイズ」 | テレビアニメ『スケートリーディング☆スターズ』関連曲                                 |
| 7月28日  | 満月とシルエットの夜/夜想曲                                                               | 坊ちゃん（花江夏樹）、アリス（真野あゆみ） | 「満月とシルエットの夜」 | テレビアニメ『死神坊ちゃんと黒メイド』オープニングテーマ                            |
| 8月25日  | MeMe                                                                                      | ミコト（花江夏樹） | 「MeMe」 「毒占欲」 | 『MILGRAM -ミルグラム-』関連曲                                                      |
| 9月15日  | GETUP! GETLIVE! For seasoning                                                             | 上原淳也（花江夏樹）、東沢楓（西山宏太朗）、町田瀬那（豊永利行）、大野虎之助（石川界人）、喜多見蓮（阿座上洋平）、狛江一馬（熊谷健太郎）、早島雷（天﨑滉平）、早島央（梶原岳人） | 「OWARAI BANZAI」 | 『GETUP! GETLIVE!』テーマソング                                                     |
| 9月29日  | Paradox Live Shuffle Team Show vol.1                                                      | Lollipop*universe | 「Jumping In to My World」 | キャラクターCD『Paradox Live』関連曲                                                |
| 10月4日  | Blast it! -Short Ver.-                                                                    | RE-O-DO（増田俊樹）、JOSHUA（島﨑信長）、JUDAH（斉藤壮馬）、2(YOU)（花江夏樹）、MOMOCHI（豊永利行）、A'（木村良平） | 「Blast it! -Short Ver.-」 | 『ディア♥ヴォーカリスト』関連曲                                                     |
| 10月10日 | ☆SHOW TIME All-Star☆                                                                      | 星谷悠太（花江夏樹）、辰己琉唯（岡本信彦）、揚羽陸（島﨑信長）、北原廉（梅原裕一郎） | 「☆☆THANKFUL☆☆」 | テレビアニメ『スタミュ』関連曲                                                      |
| 10月13日 | 死神坊ちゃんと黒メイド サウンドトラック&キャラクターソングアルバム                        | 坊ちゃん（花江夏樹）、アリス（真野あゆみ）、ロブ（大塚芳忠）、ヴィオラ（水瀬いのり）、カフ（倉持若菜）、ザイン（神谷浩史） | 「Make a wish」 | テレビアニメ『死神坊ちゃんと黒メイド』挿入歌                                        |
| 10月13日 | 死神坊ちゃんと黒メイド サウンドトラック&キャラクターソングアルバム                        | 坊ちゃん（花江夏樹） | 「月と猫のコンチェルト」 「洗いっこいいなぁ」 | テレビアニメ『死神坊ちゃんと黒メイド』挿入歌                                        |
| 10月13日 | 死神坊ちゃんと黒メイド サウンドトラック&キャラクターソングアルバム                        | 坊ちゃん（花江夏樹） | 「月に願いを」 | テレビアニメ『死神坊ちゃんと黒メイド』関連曲                                        |
| 10月13日 | 死神坊ちゃんと黒メイド サウンドトラック&キャラクターソングアルバム                        | 坊ちゃん（花江夏樹）、アリス（真野あゆみ） | 「ふくろうと仔猫」 | テレビアニメ『死神坊ちゃんと黒メイド』エンディングテーマ                            |
| 10月27日 | Paradox Live Shuffle Team Show vol.2                                                      | 北斎 with あかんキャッツら | 「CHILLIN'」 | キャラクターCD『Paradox Live』関連曲                                                |
| 10月27日 | 流星*ファンタジア                                                                         | B-PROJECT | 「流星*ファンタジア」 「Blue period」 「Seize your light」 | ゲーム『B-PROJECT 流星*ファンタジア』主題歌                                         |
| 11月17日 | B with U ダイコクver.                                                                     | THRIVE、MooNs | 「Love Union」 | 『B-PROJECT』関連曲                                                                 |
| 11月17日 | B with U ブレイブver.                                                                     | THRIVE | 「Feeling Good」 | 『B-PROJECT』関連曲                                                                 |
| 11月24日 | あんさんぶるスターズ!! ESアイドルソング season2 Eden                                      | Eden | 「EXCEED」 「Psyche's Butterfly」 | ゲーム『あんさんぶるスターズ!!』関連曲                                              |
| 11月24日 | ヴァニタスの手記 BD・DVD第2巻特典CD                                                       | ヴァニタス（花江夏樹）、ノエ（石川界人） | 「Le Formidable!」 | テレビアニメ『ヴァニタスの手記』関連曲                                              |
| 11月26日 | TSUKIPRO THE ANIMATION2 BD・DVD第1巻特典CD                                                | SolidS | 「KAN-ZEN-OFF-MODE」 | テレビアニメ『TSUKIPRO THE ANIMATION2』エンディングテーマ                           |
| 2022年   |                                                                                           | | |                                                                                     |
| 1月28日  | TSUKIPRO THE ANIMATION2 BD・DVD第3巻特典CD                                                | 大原空（豊永利行）、宗像廉（村田太志）、七瀬望（沢城千春）、世良里津花（花江夏樹）、村瀬大（梅原裕一郎）、和泉柊羽（武内駿輔）、堀宮英知（西山宏太朗） | 「神解けに当たる時」 | テレビアニメ『TSUKIPRO THE ANIMATION2』エンディングテーマ                           |
| 2月16日  | 咆哮                                                                                      | ビスコ（鈴木崚汰）、ミロ（花江夏樹） | 「咆哮」 | テレビアニメ『錆喰いビスコ』エンディングテーマ                                      |
| 2月16日  | 咆哮                                                                                      | ミロ（花江夏樹） | 「咆哮」 | テレビアニメ『錆喰いビスコ』関連曲                                                  |
| 3月30日  | オッドタクシー Blu-ray BOX特典キャラクターソングEP                                        | 小戸川（花江夏樹） | 「TAXIDRIVER」 | テレビアニメ『オッドタクシー』関連曲                                                |
| 4月29日  | TSUKIPRO THE ANIMATION2 BD・DVD第6巻特典CD                                                | SolidS | 「髪飾りとコサージュ」 | テレビアニメ『TSUKIPRO THE ANIMATION2』エンディングテーマ                           |
| 8月24日  | ディア♥ヴォーカリスト Unlimited エントリーNo.4 ユゥ                                       | (2)YOU（花江夏樹） | 「INDEPENDENT」 「far away」 | 『ディア♥ヴォーカリスト』関連曲                                                     |
| 9月28日  | ヒロインたるもの！〜嫌われヒロインと内緒のお仕事〜 BD / DVD 第3巻完全生産限定版特典特典CD | HoneyWorks feat. 榎本虎太朗（花江夏樹）、柴崎健（江口拓也） | 「ロメオ」 | テレビアニメ『ヒロインたるもの!〜嫌われヒロインと内緒のお仕事〜』エンディングテーマ |
| 2023年   |                                                                                           | | |                                                                                     |
| 3月15日  | テレビアニメ『東京リベンジャーズ』EP04                                                    | 九井一（花江夏樹） | 「Stray Tabby」 | テレビアニメ『東京リベンジャーズ』関連曲                                            |
| 3月15日  | ねぇ、好きって痛いよ。 〜告白実行委員会キャラクターソング集〜                             | HoneyWorks feat. 榎本虎太朗（花江夏樹）、綾瀬恋雪（堀江瞬） | 「これ青春アンダースタンド」 | 『告白実行委員会〜恋愛シリーズ〜』関連曲                                            |
| 4月21日  | アオペラ -aoppella!?-5                                                                    | VadLip | 「King Of Voxxx」 | 『アオペラ -aoppella!?-』関連曲                                                     |
| 9月27日  | アオペラ -aoppella!?-5.5                                                                  | リルハピ、FYA'M'、VadLip | 「5+6+6=Voice to Voice」 | 『アオペラ -aoppella!?-』関連曲                                                     |
| 9月27日  | アオペラ -aoppella!?-5.5                                                                  | VadLip | 「5+6+6=Voice to Voice -Vad Rule-」 | 『アオペラ -aoppella!?-』関連曲                                                     |
| 2024年   |                                                                                           | | |                                                                                     |
| 6月26日  | BRAND NEW STARS!!                                                                         | ESオールスターズ | 「BRAND NEW STARS!!」 「Walk with your smile」 | ゲーム『あんさんぶるスターズ!!』関連曲                                              |
| 6月26日  | FUSIONIC STARS!!                                                                          | ESオールスターズ | 「FUSIONIC STARS!!」 | ゲーム『あんさんぶるスターズ!!』関連曲                                              |

### その他参加楽曲
| 発売日         | 商品名                                                     | 歌 | 楽曲                                                     | 備考                                    |
| -------------- | ---------------------------------------------------------- | --- | -------------------------------------------------------- | --------------------------------------- |
| 2011年8月19日  | KOVオリジナルドラマCD ACUTE                                | 鋼兵、花江夏樹、綾川雪弥                                                                                           | 「ACUTE」                                                |                                         |
| 2012年10月24日 | 幕末BAND 新選組 沖田総司編                                 | 花江夏樹 | 「逆詠」                                                 |                                         |
| 2012年10月24日 | 幕末BAND 新選組 沖田総司編                                 | 花江夏樹、リモーネ先生                                                                                             | 「双つ風」                                               |                                         |
| 2014年8月15日  | 友情レボリューション/アフタースクール                      | りょーなっつ | 「友情レボリューション」 「アフタースクール」            | ラジオ『逢坂市立花江学園〜Radio』主題歌 |
| 2017年7月21日  | 逢坂市立花江学園〜Radio テーマソングCD                     | 逢花 | 「閃光アジテーター」 「空色のブックマーク」 「with you」 | ラジオ『逢坂市立花江学園〜Radio』主題歌 |
| 2018年9月19日  | Disney 声の王子様 Voice Stars Dream Selection              | 花江夏樹 | 「パート・オブ・ユア・ワールド」                         |                                         |
| 2018年9月19日  | Disney 声の王子様 Voice Stars Dream Selection              | 石川界人、上村祐翔、江口拓也、小野賢章、佐藤拓也、武内駿輔、畠中祐、羽多野渉、花江夏樹、日野聡、前野智昭、山下大輝 | 「ミッキーマウス・マーチ」                               |                                         |
| 2018年9月19日  | Disney 声の王子様 Voice Stars Dream Selection Amazon特典CD | 花江夏樹 | 「ミッキーマウス・マーチ」                               |                                         |
| 2019年11月22日 | Disney 声の王子様 Voice Stars Dream Live 2019 特典CD       | 石川界人、畠中祐、羽多野渉、花江夏樹                                                                               | 「キス・ザ・ガール」                                     |                                         |
| 2019年11月22日 | Disney 声の王子様 Voice Stars Dream Live 2019 特典CD       | 石川界人、上村祐翔、江口拓也、小野賢章、佐藤拓也、武内駿輔、畠中祐、羽多野渉、花江夏樹、日野聡、前野智昭、山下大輝 | 「星に願いを」                                           |                                         |
| 2019年11月22日 | Disney 声の王子様 Voice Stars Dream Live 2019 Amazon特典CD | 花江夏樹 | 「星に願いを」                                           |                                         |
| 2020年9月23日  | 明日をつくろう                                             | おはスタALLSTARS                                                                                                   | 「明日をつくろう」                                       | バラエティ番組『おはスタ』関連曲        |
| 2020年9月23日  | 明日をつくろう                                             | 花江夏樹、アイクぬわら、木村昴、岩井勇気、小川桜花、原田都愛、山寺宏一                                             | 「明日をつくろう」                                       | バラエティ番組『おはスタ』関連曲        |
| 2020年9月23日  | 明日をつくろう                                             | 花江夏樹、アイクぬわら、松丸亮吾、Masuo、増田來亜、山口綺羅、山寺宏一                                              | 「明日をつくろう」                                       | バラエティ番組『おはスタ』関連曲        |
| 2020年9月23日  | 明日をつくろう                                             | 花江夏樹、アイクぬわら、ミキ、チョコレートプラネット、井上咲楽、鶴屋美咲、山寺宏一                                 | 「明日をつくろう」                                       | バラエティ番組『おはスタ』関連曲        |
| 2020年9月23日  | 明日をつくろう                                             | 花江夏樹、アイクぬわら、カミナリ、あばれる君、池田直人、小田柚葉、石井蘭、山寺宏一                                 | 「明日をつくろう」                                       | バラエティ番組『おはスタ』関連曲        |
| 2020年9月23日  | 明日をつくろう                                             | 花江夏樹、アイクぬわら、山本博、サンシャイン池崎、隅谷百花、菱田未渚美、山寺宏一                                   | 「明日をつくろう」                                       | バラエティ番組『おはスタ』関連曲        |
| 2020年9月23日  | 明日をつくろう                                             | 花江夏樹 | 「明日をつくろう」                                       | バラエティ番組『おはスタ』関連曲        |